# Landschaftsmalerei

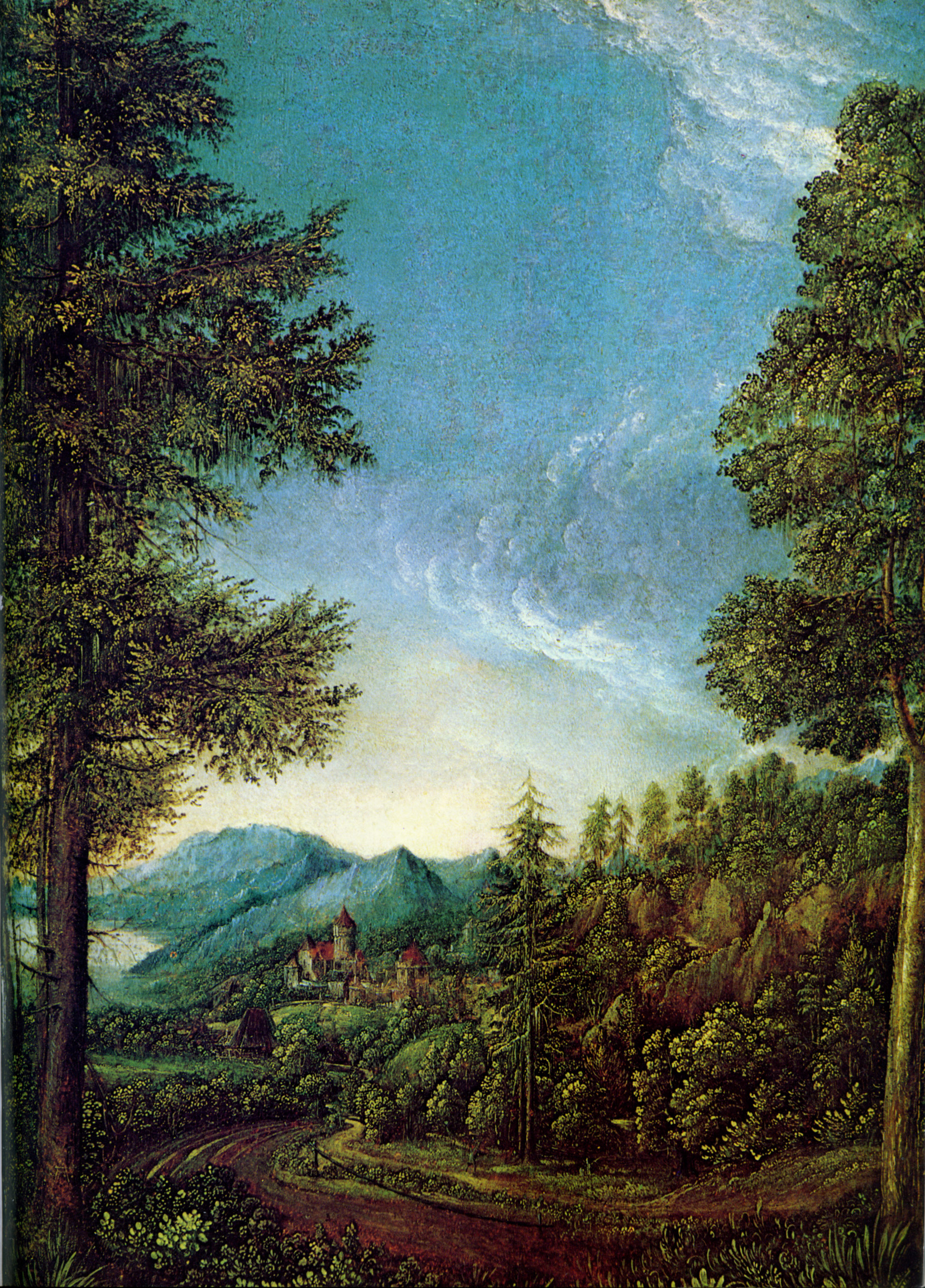
Albrecht Altdorfer: Donaulandschaft mit Schloss Wörth (um 1522)

Die Landschaftsmalerei ist neben dem Historienbild, dem Porträt, dem Genrebild und dem Stillleben eine Gattung der gegenständlichen Malerei.

## Überblick

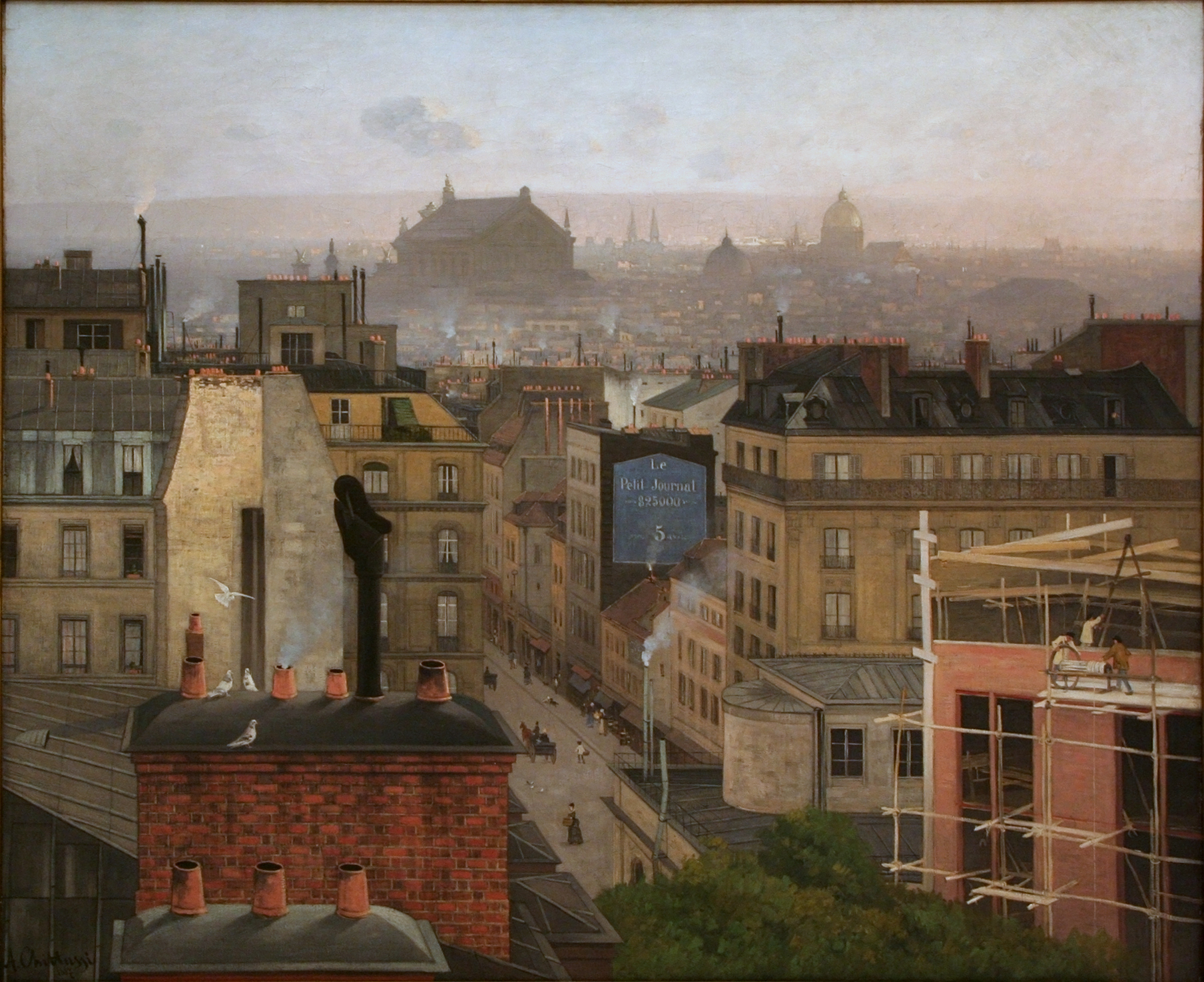
Antonín Chittussi: Paris vom Montmartre (1887)

Die Landschaftsmalerei umfasst die Darstellung von Ausschnitten sowohl aus dem von der Natur als auch aus dem von Menschenhand bestimmten Raum. Bildgegenstand können konkrete und idealisierte natürliche Landschaften vom Hügelland bis zum Hochgebirge sein, beispielsweise Seestücke, Flüsse, Bergseen und Gipfelformationen oder Motive an der Meeresküste.
Häufige Motive sind auch Kulturlandschaften – etwa Ausblicke auf Städte und Architekturen (siehe Vedute) – ebenso wie Gartenkunst und Parklandschaften, Industriemotive und Fabriklandschaften. Zeugnisse für die Darstellung landschaftlicher Motive in der Malerei gibt es bereits im alten Ägypten, in Mesopotamien und in Europa seit der griechischen Antike. Die letzteren sind allerdings nur durch schriftliche Quellen überliefert.
Die Landschaftsmalerei ist ein bedeutender Zweig der bildenden Kunst Chinas und Japans, während die vorkolumbianischen Kunst Südamerikas keine Landschaftsmalerei kennt. In der islamischen Kunst gibt es Landschaftsmalerei im Rahmen der hochentwickelten Buchmalerei Persiens und Indiens (siehe Mogulkunst).

## Begriff „Landschaft“
Das Wort Landschaft hat seine Wurzel im Althochdeutschen. Seit dem 12. Jahrhundert ist es der Begriff für die Gesamtheit der Bewohner eines Landes, der später auf die ständische Versammlung eines Landes ausgedehnt wurde (vergl. Landschaftsverband). Erst seit dem späten Mittelalter wurde der Begriff auf die bis heute übliche, rein geografische Bedeutung eingeengt.
In der Malerei der Renaissance bürgerte sich der Begriff Landschaft als Bezeichnung für die Darstellung eines Ausschnitts aus einem Naturraum ein. Schon im Laufe des 16. Jahrhunderts wurde er im gleichen Zusammenhang als landscape im Englischen und landschap im Niederländischen benutzt. Im romanischen Sprachraum entstand zur gleichen Zeit und mit der gleichen Bedeutung das französische paysage und das spanische paisaje, während im Italienischen das Wort paese sowohl für eine reale als auch für eine im Bild dargestellte Landschaft benutzt wurde. Das Wort paesaggio, das heute im Italienischen ein Landschaftsbild bezeichnet, setzte sich erst allmählich durch.

## Antike

### Griechenland

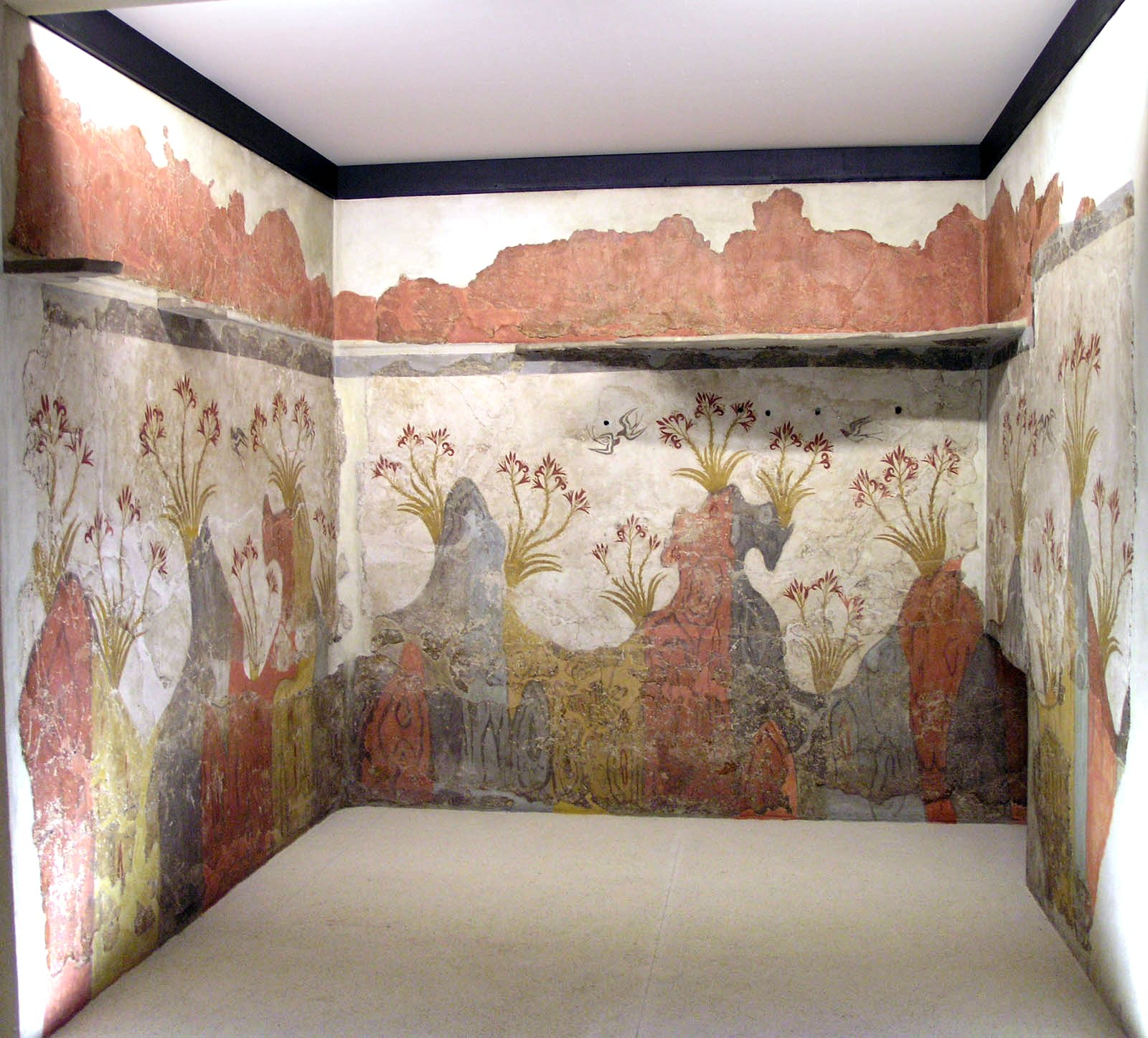
Fresko aus Akrotiri (Santorin), Beispiel einer Landschaftsmalerei um 1600 v. Chr.

Von der griechischen Tafel- und Freskomalerei ist so gut wie nichts erhalten. Kenntnisse davon haben wir durch griechische Autoren wie Pausanias und vor allem durch römische Kommentare zu diesen und zu verlorenen Schriften. Frühe Zeugnisse von Landschaftsdarstellung stammen aus dem Bereich der kretisch-mykenischen Kultur. Erhalten sind Bruchteile von Fresken, auf denen neben pflanzlichen und Tiermotiven Andeutungen von Geländelinien und architektonisch gegliederten Räumen zu erkennen sind. Landschaften wurden im Zusammenhang mit mythologischen und historischen Themen angedeutet. Pausanias berichtet von Tafel- und Wandbildern, bei denen die Maler Landschaften mit Hilfe der Linearperspektive und der Schattenmalerei darstellten. Der bekannteste unter den Malern dieser Zeit (480–460 v. Chr.) war Polygnot von Thasos, dessen Bilder sich in der Stoa Poikile von Athen und in Delphi befanden. Aus dem 5. Jahrhundert vor Christus sind Wandfresken aus dem Grab des Tauchers bei Paestum (Poseidonia) in Süditalien erhalten, auf denen Bäume, Architektur und Geländelinien dargestellt sind. Von Zeuxis von Herakleia, dem Schüler Apollodors von Athen ist überliefert, dass er sich mit der Darstellung von Licht und Schatten als Mittel zur Erzeugung der Illusion von Raumtiefe auseinandergesetzt hat und dass er Idyllen gemalt hat.
Das antike Theater verwendete in der Skenographie auswechselbare Stellwände am Bühnengebäude und am Proszenium. Diese waren jeweils mit Motiven gemalt, die zu den drei Gattungen des griechischen Dramas passten. Tragödie und Komödie wurden vor einem architektonischen Hintergrund gespielt, während das Satyrspiel im Wald oder im Garten stattfand. Laut Vitruv wurden auf den Bühnenbildern des Satyrspiels Bäume, Berge, Grotten und andere Gegenstände gezeigt, wie man sie auf dem Lande antrifft. Der Erste, der versuchte, in der Bühnenmalerei eine Raumillusion durch perspektivische Verkürzungen herzustellen, war Agatharchos aus Samos.

### Rom

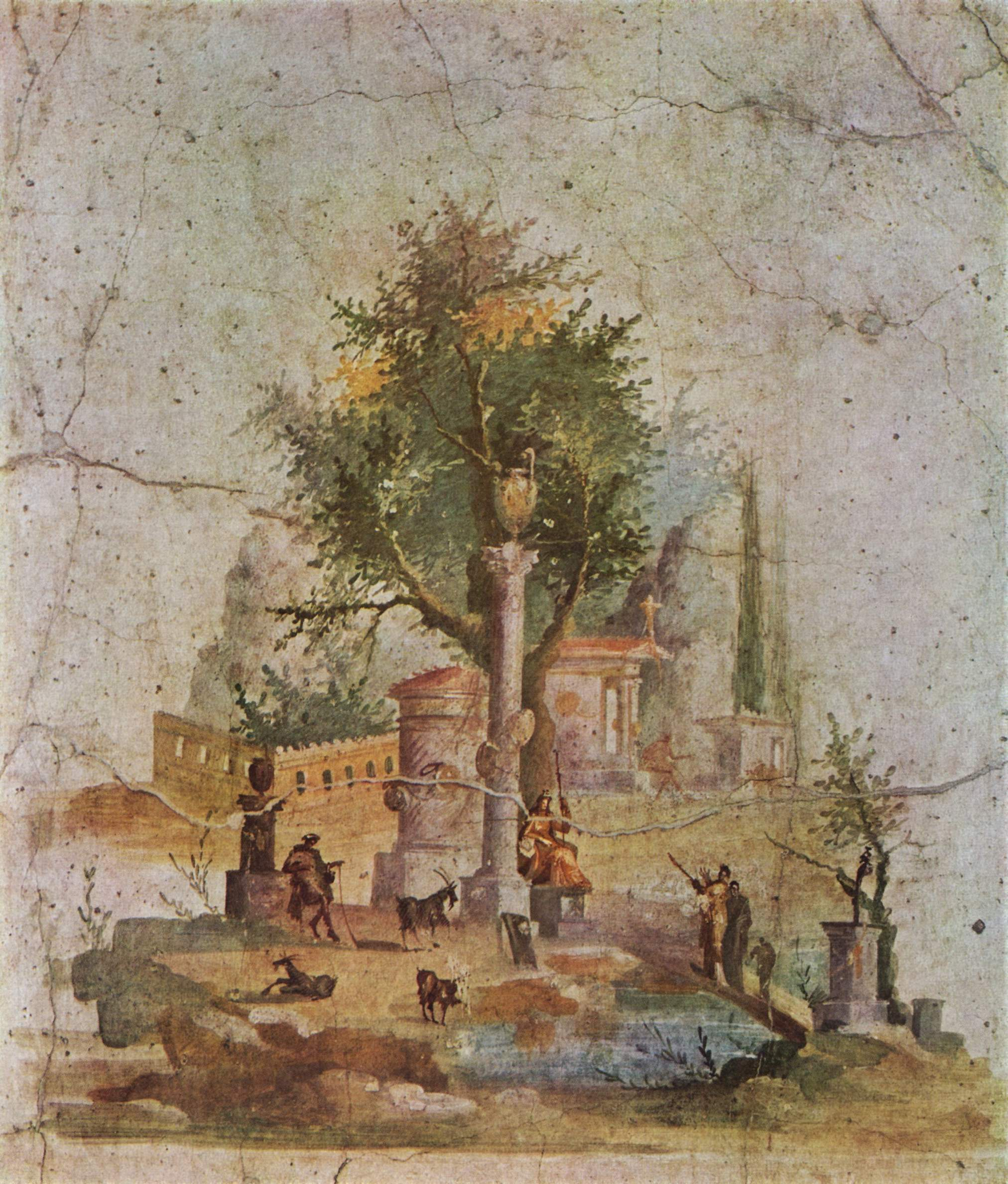
Villa von Boscotrecase, Pompeji

In Rom wurde das Prinzip der griechischen Bühnendekoration für das römische Theater übernommen. Diese griechische Bühnenmalerei beeinflusste ihrerseits die Kunst der römischen Wandmalerei, wie sie in den Villen in Pompeji oder Herculaneum erhalten ist. Die in Griechenland verfolgte Tendenz einer räumlichen Erfassung von Landschaft wurde jedoch nicht weitergeführt. Plinius der Ältere (XXXV, 116–117) erwähnt explizit Spurius Tadius als Erfinder der Landschaftsmalerei. Beim Übergang spätrömischer Kunst zur frühchristlichen spielten Plastizität der Figuren und Raumillusion nur mehr eine untergeordnete Rolle.

## Mittelalter
Von einer Landschaftsmalerei im engeren Sinn kann man bis zum Beginn des ausgehenden Mittelalters nicht sprechen. Andeutungen von Geländeformationen oder Architekturen im Bild dienen zur Lokalisierung der dargestellten Szenen oder sind Bedeutungsträger im Rahmen des Gesamtkonzepts eines Bildes und nicht Darstellung eines idealen oder konkreten geographischen Raums.
Eine Wellenlinie deutet bei der Taufe Christi den Fluss Jordan an, eine Geländelinie mit Bäumen und Blumen kann als Zeichen für das Paradies, eine befestigte Stadt als Hinweis auf das Himmlische Jerusalem gelesen werden.
Mit dem ausgehenden Mittelalter änderte sich die Ansicht des Menschen über die Natur. In der Malerei trat an die Stelle einer durch Verkürzungen auf das Typische zielenden Darstellungsweise das Bemühen, Dinge der Natur möglichst genau in ihrer Individualität zu erfassen und bildlich darzustellen. Die Maler orientierten sich nicht mehr an den über Generationen überlieferten Musterbüchern, sie versuchten vielmehr die Wirklichkeit ihrer Zeit und ihrer Welt durch genaue Beobachtung einzufangen. Das betrifft nicht nur die neue Sicht auf den Menschen, sondern ebenso einen neuen – ästhetischen – Blick auf die Landschaft.
Simone Martini hat wohl als erster Landschaften direkt nach der Natur, als topographische Porträts, dargestellt. Er malte im Palazzo Pubblico von Siena vier Kastelle und war nachweislich im Auftrag der Comune dafür selbst vor Ort. Es handelt sich um topographische Darstellungen, die sienesische Eroberungen darstellten und die voneinander unterscheidbar sein sollten. Erhalten ist nur das große Fresko von 1330 mit Guidoriccio da Fogliano. Darauf ist der Ort Montemassi mit seinem Kastell zu sehen, dessen porträthafte Darstellung man heute noch überprüfen kann.
Als exemplarisch für die Entstehung dieser neuen Perspektive gelten Petrarcas berühmte Besteigung des Mont Ventoux am 6. April 1336 und die ungefähr zur gleichen Zeit von Lorenzetti begonnenen Fresken für den Palazzo Pubblico in Siena. Petrarca zeigte sich bei Erreichen des Gipfels überwältigt von der Schönheit der Welt, die sich vor ihm ausbreitet. Er findet am „Irdischen Geschmack“ Gefallen. In diesem Augenblick wird die Welt nicht mehr als eine feindliche und für den Menschen verderbliche gesehen, die nur Durchgangsstation in eine jenseitige Welt ist, sondern als eine in ihrer Schönheit und Großartigkeit zu bestaunende.
Lorenzettis Fresko Die gute Regierung entfaltet vor dem Betrachter ein Panorama des Staatsgebietes von Siena, auf dem die Arbeiten eines ganzen Jahresablaufs nebeneinander beispielhaft dargestellt sind. Zu sehen sind die typischen Vertreter der Kommune: Adelige, Handwerker und Bauern mit ihren typischen Tätigkeiten. Vorgeführt wird ein ganzes Inventar der Nutzungsmöglichkeiten kultivierten Landes und zwar sowohl die Stadt mit der Vielfalt ihrer Gebäude und Bewohner als auch Wälder, Obstgärten, Weinberge, Wiesen und Äcker. Dieses Interesse an einem „systematischen“ und rationalen Erfassen von Landschaft in einem öffentlichen Fresko geht einher mit der gleichzeitigen Einführung von Katastern in den Stadtgemeinden Italiens.
Zeugnisse einer Darstellung von Landschaft als Hintergrund für eine Bilderzählung tauchen seit dem ausgehenden Mittelalter mit dem Übergang zur Renaissance in den Niederlanden auf. In Kalendarien und Stundenbücher gibt es eine große Vielfalt von Landschaftsdarstellungen, sei es auf den Monatsbildern der Kalender oder als Hintergründe biblischer oder historischer Szenen. Hervorragende Beispiele der burgundisch-niederländischen Miniaturmalerei sind die sechs Stundenbücher für den Herzog von Berry, das berühmteste die Très Riches Heures mit den Illustrationen der Gebrüder Limburg. In der Gestaltung von Tiefenraum und Landschaft, den ersten Versuchen, Atmosphärisches oder die besondere Erscheinungsform von Tageszeiten im Bild darzustellen, ist die Buchmalerei der Tafelmalerei ihrer Zeit weit voraus. Erst mit dem Beginn der Ölmalerei werden dann auch für die Tafelmalerei die technischen Voraussetzungen bereitgestellt, die neuen Entwicklungen in der Buchmalerei im Tafelbild nachzuvollziehen.
Beispielhaft ist der Niederländer Jan van Eyck, der eine entscheidende Wende in der europäischen Tafelmalerei einleitete. Er arbeitete zunächst als Buchmaler – zwei der Blätter aus dem Stundenbuch des Duc de Berry stammen von ihm, von seiner Hand ist das Turin-Mailänder Stundenbuch – sowie als Tafelmaler. Sein berühmter Genter Altar zeigt im unteren Teil eine Versammlung von Heiligen bei der Anbetung des Lammes, eingebettet in eine paradiesische Ideallandschaft, die sich bis zu einem in weiter Ferne erscheinenden Horizont erstreckt.
Die Errungenschaften der niederländischen Ölmalerei in ihren Möglichkeiten für die differenzierte Darstellung von Lichtwirkung und Atmosphäre wurden durch die engen Handelsbeziehungen zwischen Italien und den Niederlanden schnell in Italien bekannt und angewendet.

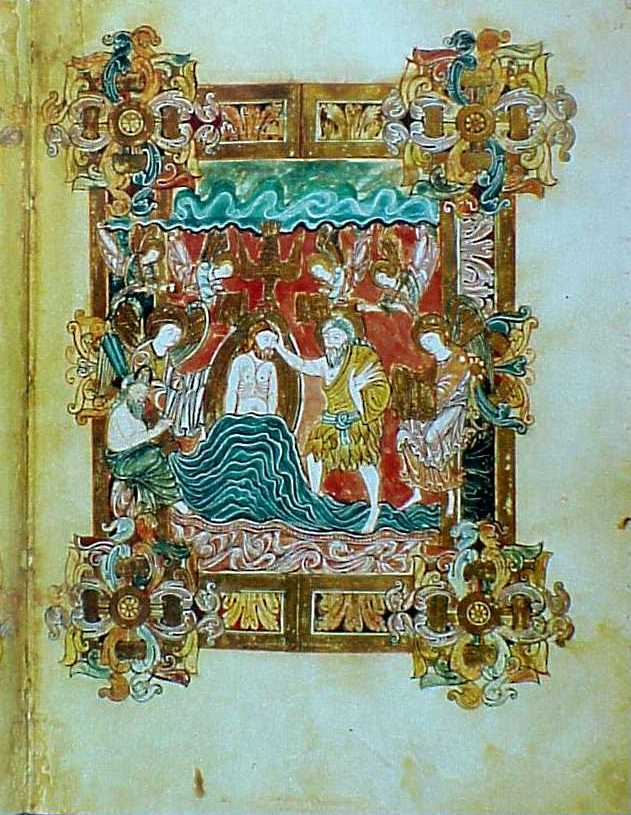
Taufe Christi im Jordan, aus dem St. Ethelwold Gebetbuch, 10. Jahrhundert
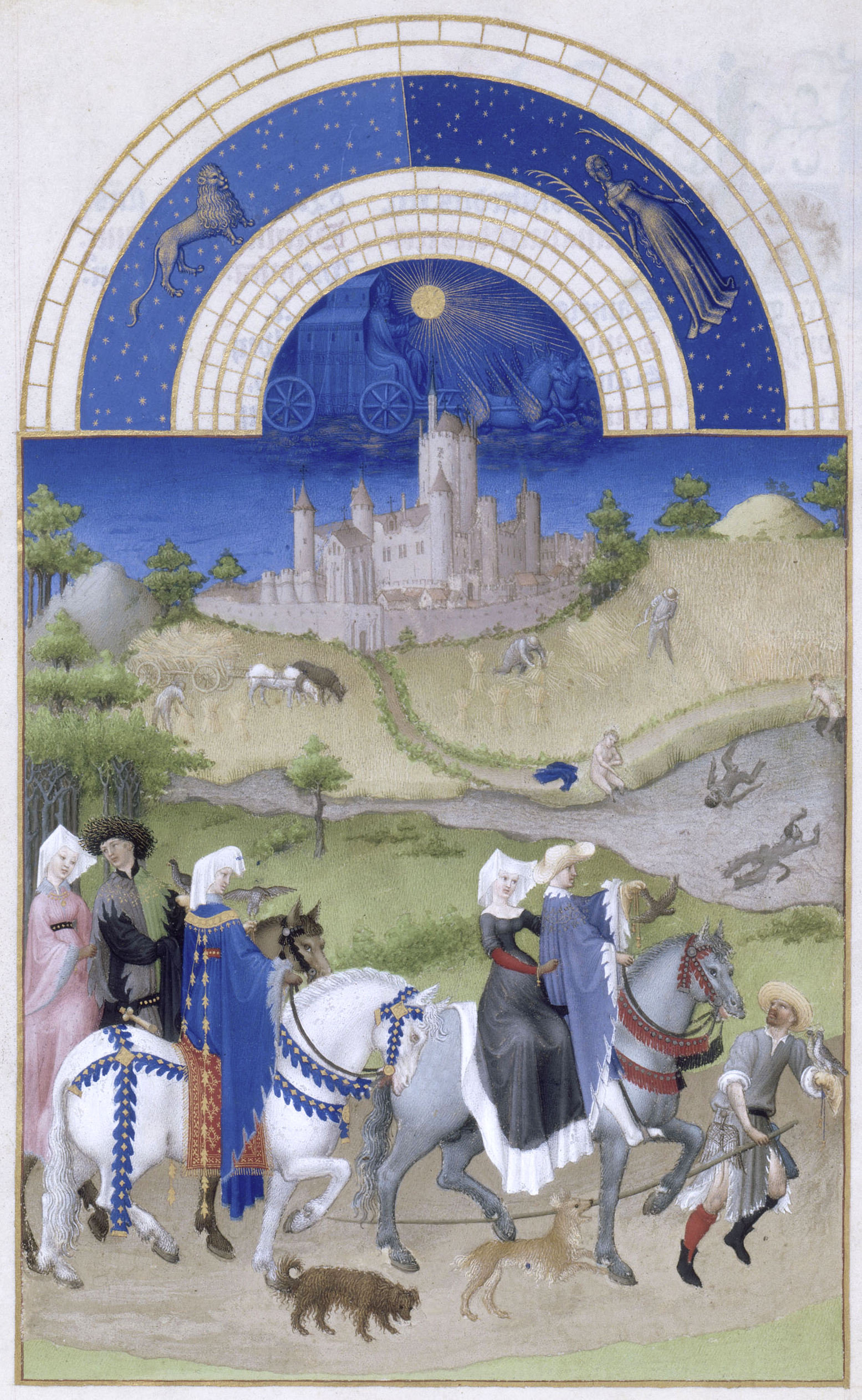
Très Riches Heures des Duc de Berry: August (1412–16), 22,5 × 13,6 cm
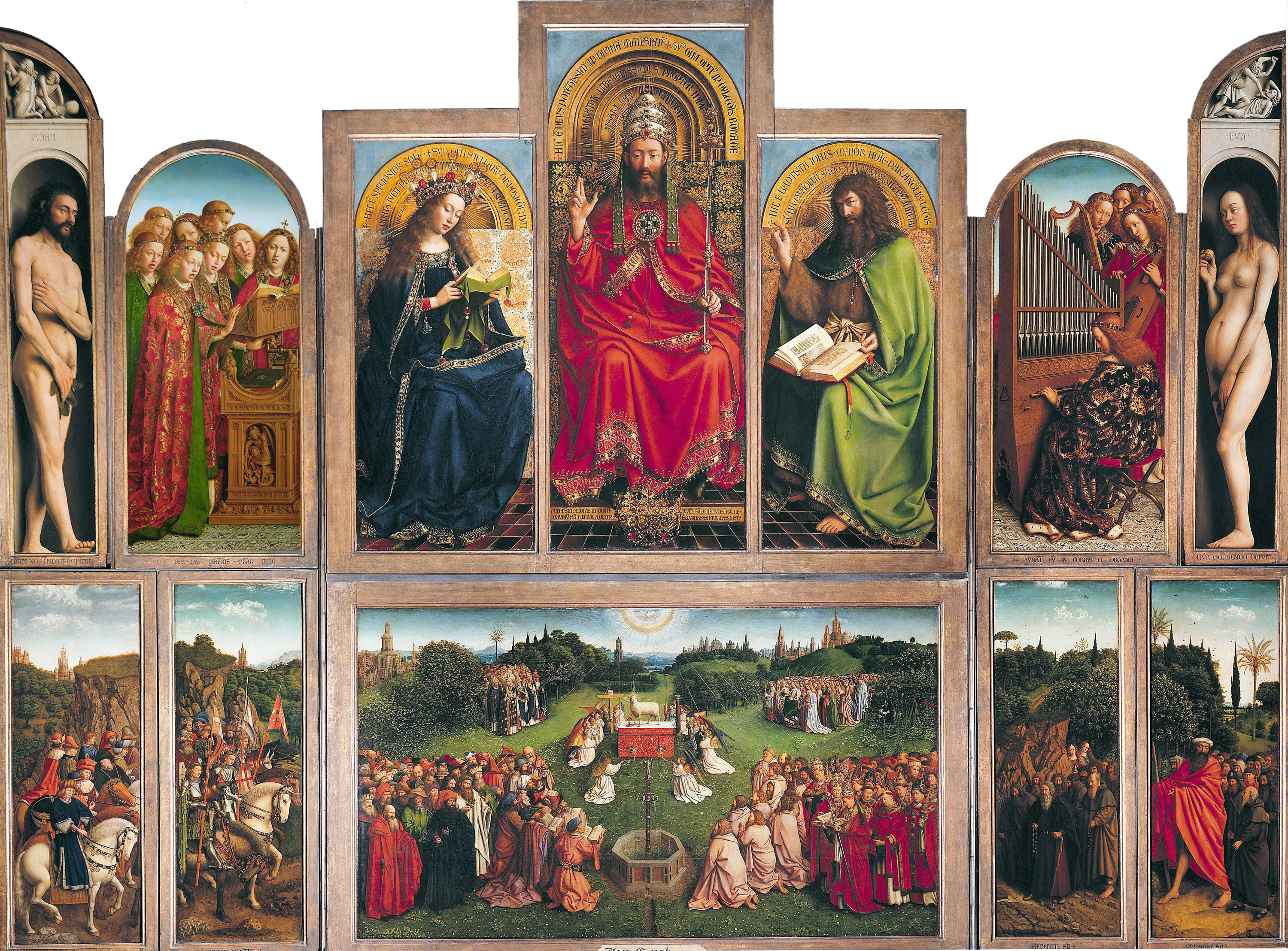
Genter Altar, Jan van Eyck, Kathedrale St. Bavo, 1432

## Renaissance
Mit dem Beginn der Renaissance und der Erneuerung der Kunst in Italien, von Giorgio Vasari als renascità  schon bei Cimabue († nach 1302) und Giotto († 1337) angesetzt, kam es zu der folgenreichen Wende in der Geistesgeschichte, die mit dem Aufkommen des Individualismus, einer neuen Aneignung der Antike und einer Hinwendung zur naturwissenschaftlichen Erforschung der Welt verbunden wird.
Für die Malerei wurden mit der durch Brunelleschi und andere entdeckten und beschriebenen Linearperspektive auch für die Landschaftsmalerei neue Voraussetzungen geschaffen, den dreidimensionalen Raum einer Landschaft auf einer Bildebene darzustellen. Man setzte technische Apparate ein, wie die Camera obscura oder das velum, ein Hilfsmittel für perspektivische Darstellung. Um 1470 erschien Piero della Francescas Traktat De prospettiva pigendi, die erste genaue mathematische Beschreibung der Zentralperspektive.
Die Luftperspektive, ein schon in der Malerei der Antike zu beobachtendes Phänomen, wurde von den Malern, allen voran Leonardo da Vinci, systematisch erforscht. Die in den Niederlanden entwickelte Ölmalerei schließlich eröffnete durch die leuchtende Brillanz der Farben, durch feinste Farbabstufungen, durchscheinende Lasuren und einer neuen und grundsätzlichen Aufmerksamkeit für das Spiel von Licht und Schatten im Bild auch für die Landschaftsmalerei neue Möglichkeiten der Erfassung von Raumwirkung, Atmosphäre und von Licht- und Luftphänomenen.
Mit der Frührenaissance sind endgültig die Goldgründe mittelalterlicher Heiligenbilder durch Landschaften ersetzt, zunächst noch, wie bei Giotto, als kulissenartige Zusammenstellung einzelner Motive, später als einheitlicher Hintergrund.
Im ersten Drittel des 16. Jahrhunderts entstand nördlich der Alpen ein neues, vorher unbekanntes Naturempfinden. Die Natur erhielt in Bildern der Donauschule einen eigenständigen Rang; Naturstudien ohne Menschendarstellungen sind keine Seltenheit. Das erste reine Landschaftsgemälde ohne jegliche Figuren ist das Bild Donaulandschaft mit Schloss Wörth, entstanden um 1522 von einem Maler der Donauschule, Albrecht Altdorfer. Frühe Beispiele aus dem nördlichen Europa für die Wiedergabe einer konkreten Landschaft – des Genfer Sees – sind Der wunderbare Fischzug des Konrad Witz – oder einer realistischen Darstellung von bewegtem Wasser auf dem um 1435 entstandenen Christophoros des gleichen Malers.
Sowohl in Venedig als auch in Florenz fanden die Anregungen aus dem Norden und die Entdeckungen der Perspektive in Italien auf unterschiedliche Weise ihren Niederschlag. In Piero della Francescas Montefeltro-Diptychon schaut der Betrachter aus der Vogelperspektive auf eine sich weit ausbreitende, lichte Landschaft, wobei sich Porträt und Landschaft auf unterschiedlichen und unverbundenen Bildebenen befinden. Leonardo da Vinci († 1519), von dem auch die erste reine Landschaftszeichnung stammt, stellte als Hintergründe einiger seiner Gemälde, wie der Felsgrottenmadonna, der Mona Lisa oder der Anna Selbdritt, alle im Louvre in Paris, keine Abbilder einer realen Natur dar. Diese Landschaften sind vielmehr eine Art Überblick über die elementaren Erscheinungsformen der Natur: Erde, Wasser, Fels und Luft, Nähe und Ferne, Wärme und Kälte.
Als ein Vermittler niederländischer Malkunst in Venedig gilt Antonello da Messina († 1479), der sich um 1475 in Venedig aufhielt. Ebenso folgenreich für die Landschaftsdarstellungen venezianischer Maler waren Dürers Holzschnitte, während seine Landschaftsaquarelle aus der Italienreise nicht publiziert waren und schon wegen ihrer Funktion als Arbeitsskizzen keine öffentliche Wirkung hatten.
Bei den Venezianern Bellini, Giorgione und Tizian entfaltete sich die für die venezianische Malerei charakteristische Verschmelzung von Figuren und Landschaft, Licht und Farbe zu einer stimmungsvollen Bildeinheit von poetischer und lyrischer Qualität. Giorgione malte mit seinem Gewitter um 1515 das erste Bild, in dem die Figuren an den Rand gerückt sind und Landschaft zum Bildthema wird.
Ab Mitte des 16. Jahrhunderts kam es in den Niederlanden zu einer ersten Blüte der Landschaftsmalerei, die mit den Namen Joachim Patinir, Gerard David, Hieronymus Bosch und Pieter Brueghel verknüpft ist. Von Joachim Patinier († 1524) stammen die überblicksartigen Weltlandschaften, in denen biblische oder mythologische Figurengruppen fast nur den Rang von Staffagefiguren einnehmen (Der heilige Hieronymus in der Wüste (Joachim Patinir)). Auch auf Breughels Bild Sturz des Ikarus von 1558 ist das eigentliche – mythologische – Thema an den äußersten Rand gerückt zu Gunsten der Darstellung einer weiten Landschaft im Licht der Morgensonne, zu deren harmonischem Einklang auch der tätige Mensch gehört.

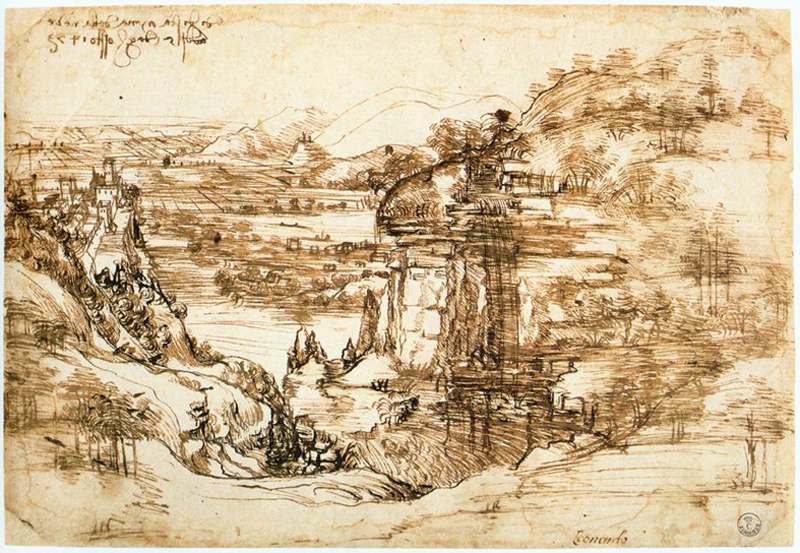
Leonardo da Vinci: Arno-Landschaft, die erste reine Landschaftszeichnung, 1473
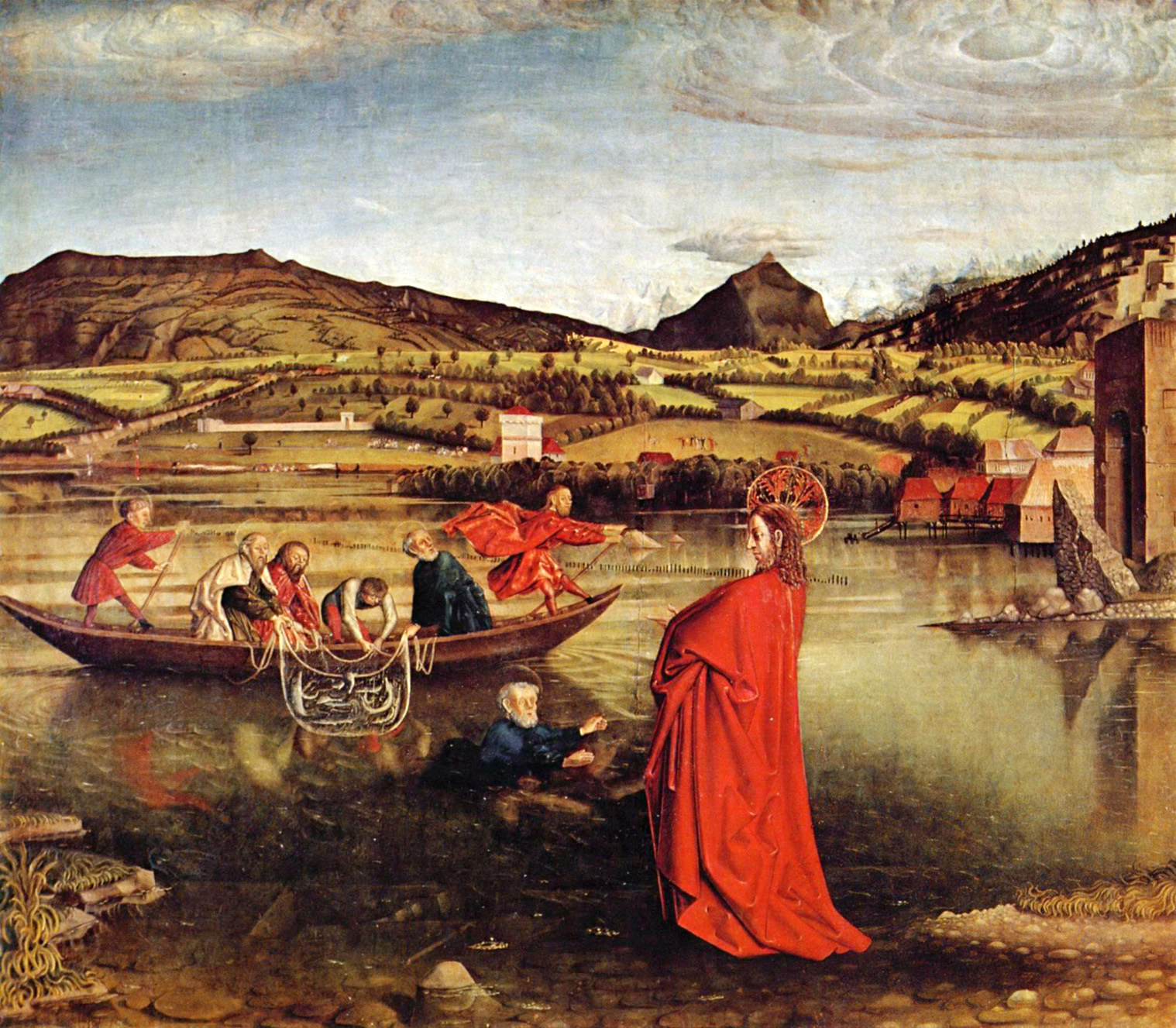
Konrad Witz: Der wunderbare Fischzug, 1444
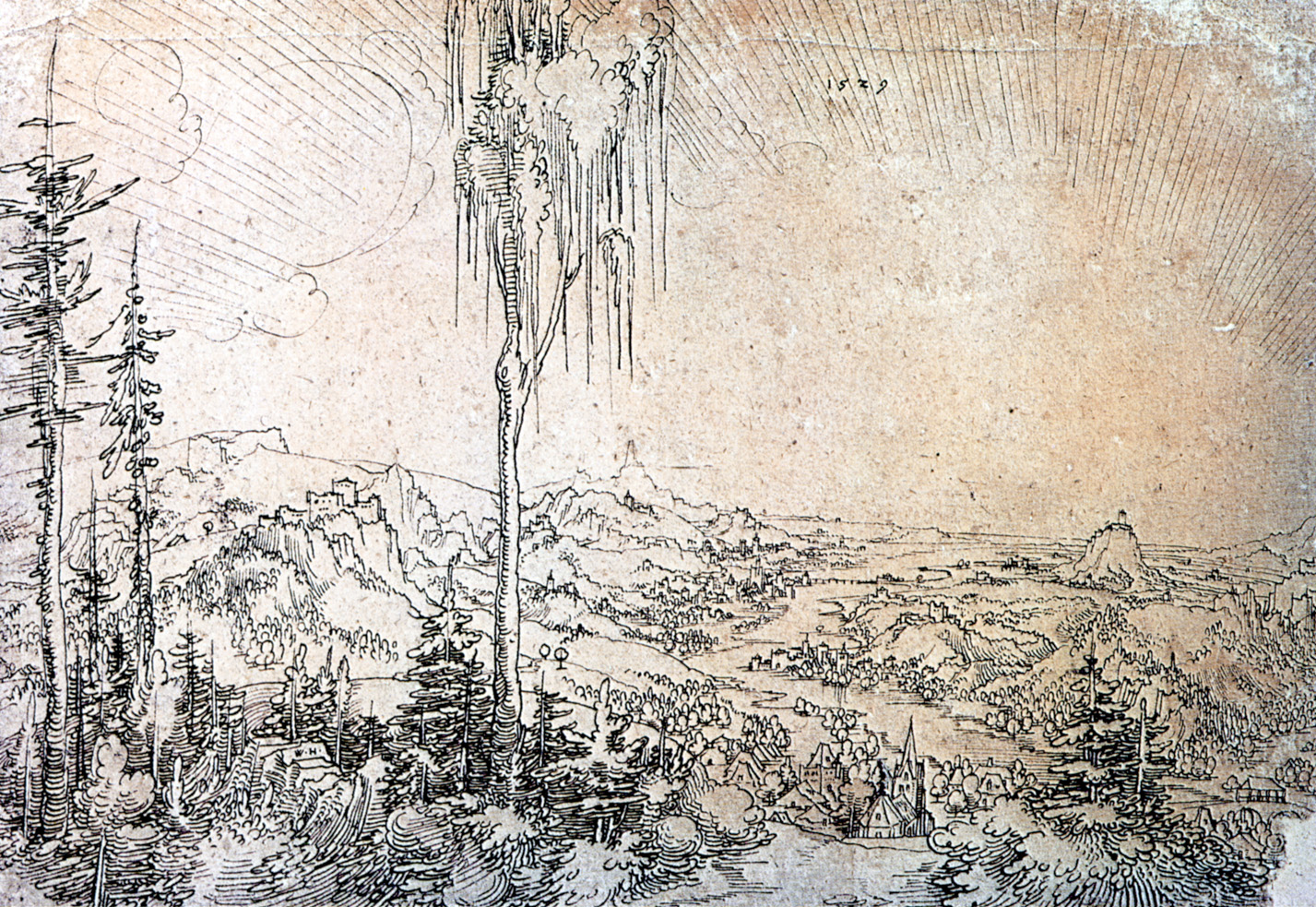
Wolf Huber: Donaulandschaft bei Krems, Federzeichnung 1529
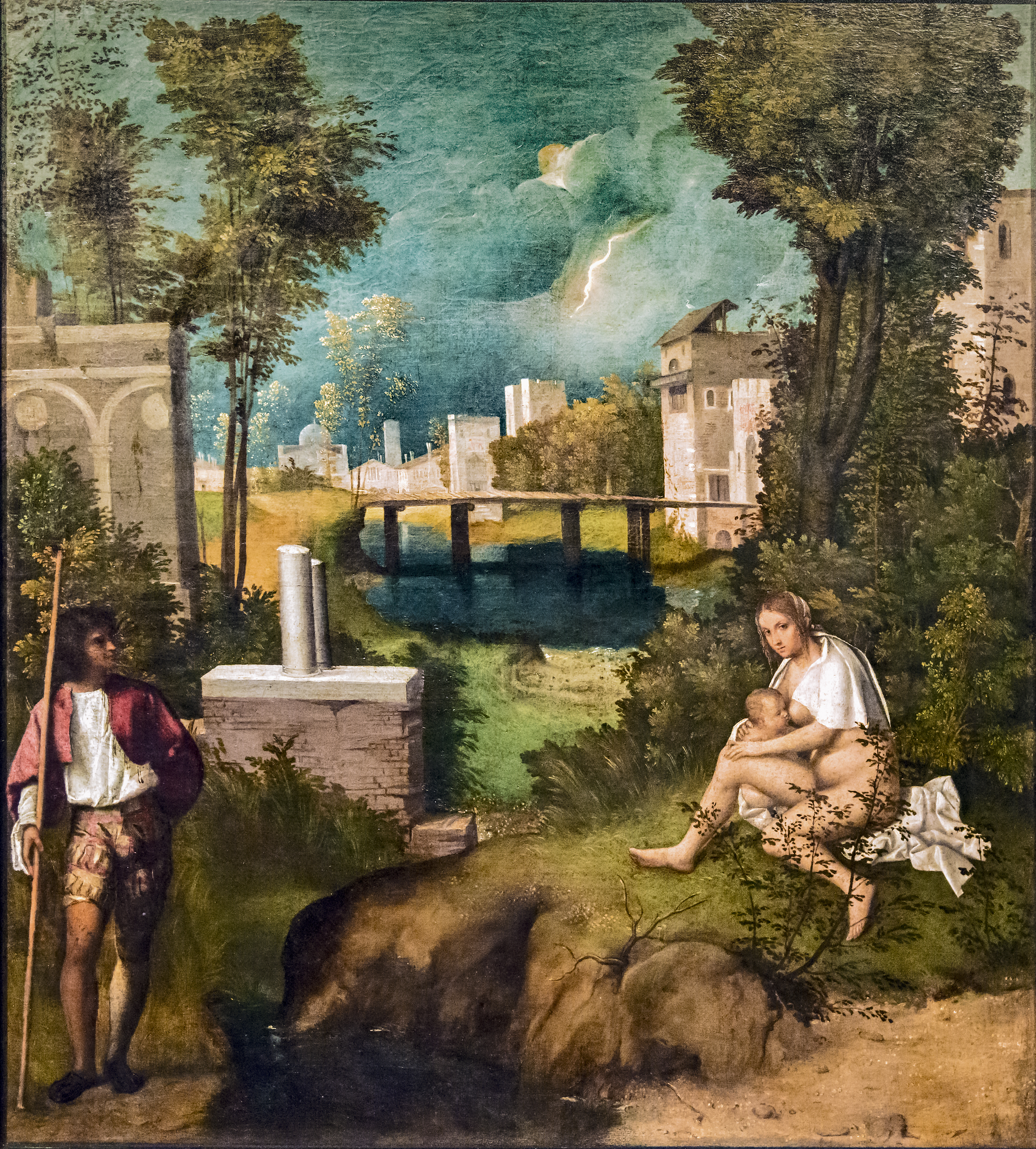
Giorgione: Das Gewitter, um 1515
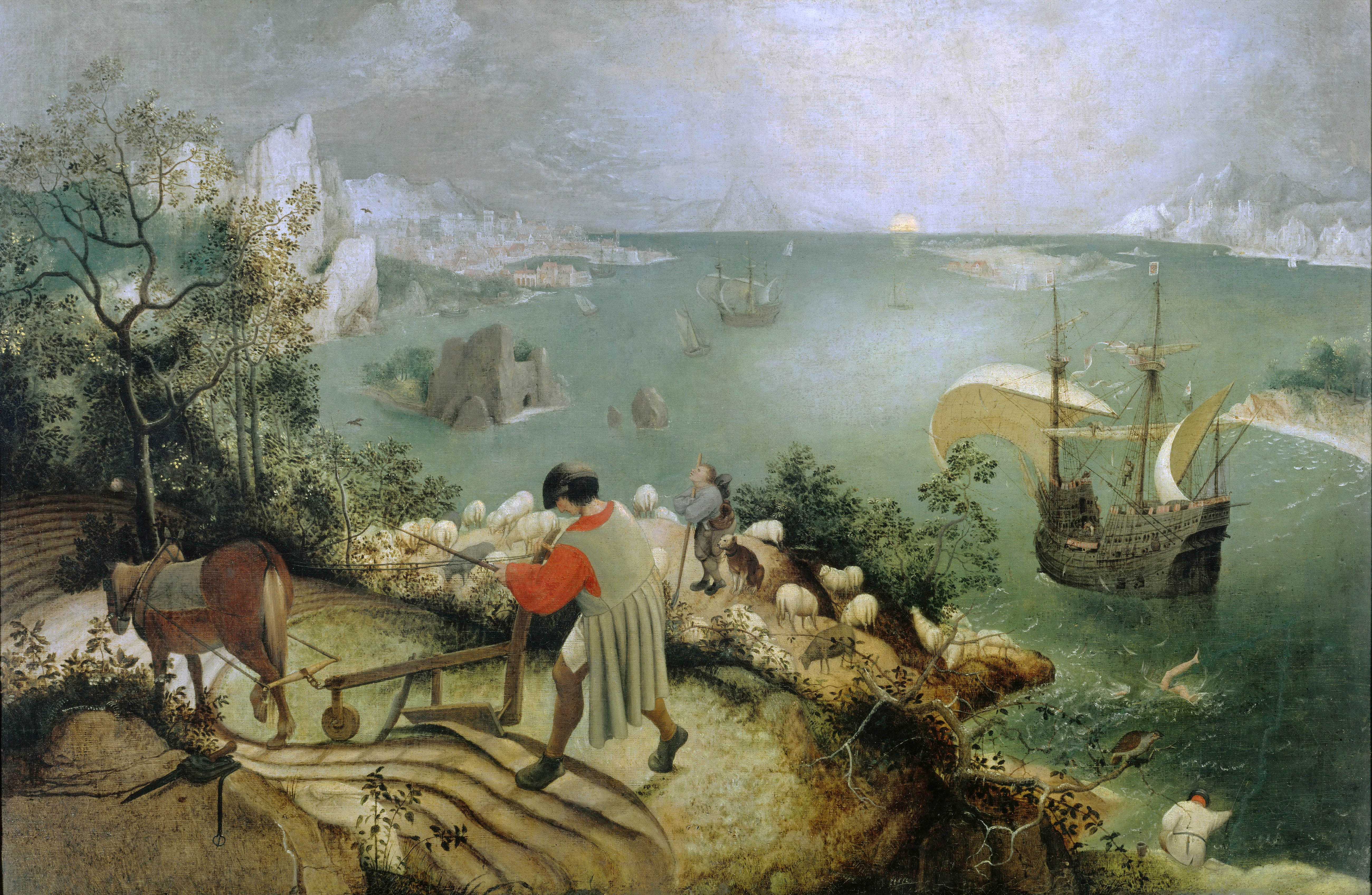
Pieter Bruegel der Ältere, Der Sturz des Icarus, 1558

## 17. Jahrhundert
Gegen Ende des 16. Jahrhunderts kam es unter anderem in Bologna durch die Carracci unter dem Eindruck der venezianischen Malerei zu einer Neubegründung der Landschaftsdarstellung. Annibale Carracci veränderte seine strenge, am Manierismus orientierte Malweise und verband genaues Naturstudium mit einer venezianischen Farbigkeit. 1595 verlegte er seine Werkstatt nach Rom. Von 1596 stammt sein Gemälde Fischfang, das in seiner dramatischen Lichtinszenierung, seiner expressiven Farbigkeit und der Bewegtheit der Figuren auf das Barock verweist. Seine Malweise war von großem Einfluss auf die römischen Malerkollegen und in Bezug auf die Landschaftsmalerei insbesondere auf Nicolas Poussin und Claude Lorrain.
Bis ins frühe 17. Jahrhundert bleiben Landschaften in der Tafelmalerei und auf Fresken auf den Hintergrund beschränkt. Eine Weiterentwicklung erfuhr die Landschaftsmalerei in Rom durch eine Gruppe von Malern um den Frankfurter Adam Elsheimer.
Zu der Gruppe zählte der Niederländer Paul Bril, der sich schon seit 1582 in Rom aufhielt. Er hatte sich auf idealisierte Landschaften spezialisiert, in denen ausgewählte Elemente realer Landschaften zu einer Ideallandschaft komponiert sind. Kulissenartig aufgebaute Partien im Vordergrund oder Repoussoirs aus Bäumen und Architekturen eröffnen die Sicht in eine weite Ferne. Menschen auf den Bildern sind nur noch Staffage. Ab 1600 lebte auch der Frankfurter Elsheimer, der mit Bril befreundet war, in Rom. Elsheimer malte kleinformatige Landschaftsbilder auf Kupfergrund voller winziger Details, angereichert mit mythologischen oder biblischen Szenen, die sich durch eine metallische Farbigkeit auszeichnen. Sein Umgang mit unterschiedlichen Lichtquellen im Bild, zum Beispiel in seinem berühmten Nachtstück Die Flucht nach Ägypten von 1609, ist ein wesentliches Mittel für die Wirkung seiner Landschaften.
Die Bilder Annibale Carraccis, Adam Elsheimers und Paul Brils waren von fundamentaler Bedeutung für die Landschaftsbilder von Nicolas Poussin und Claude Lorrain.

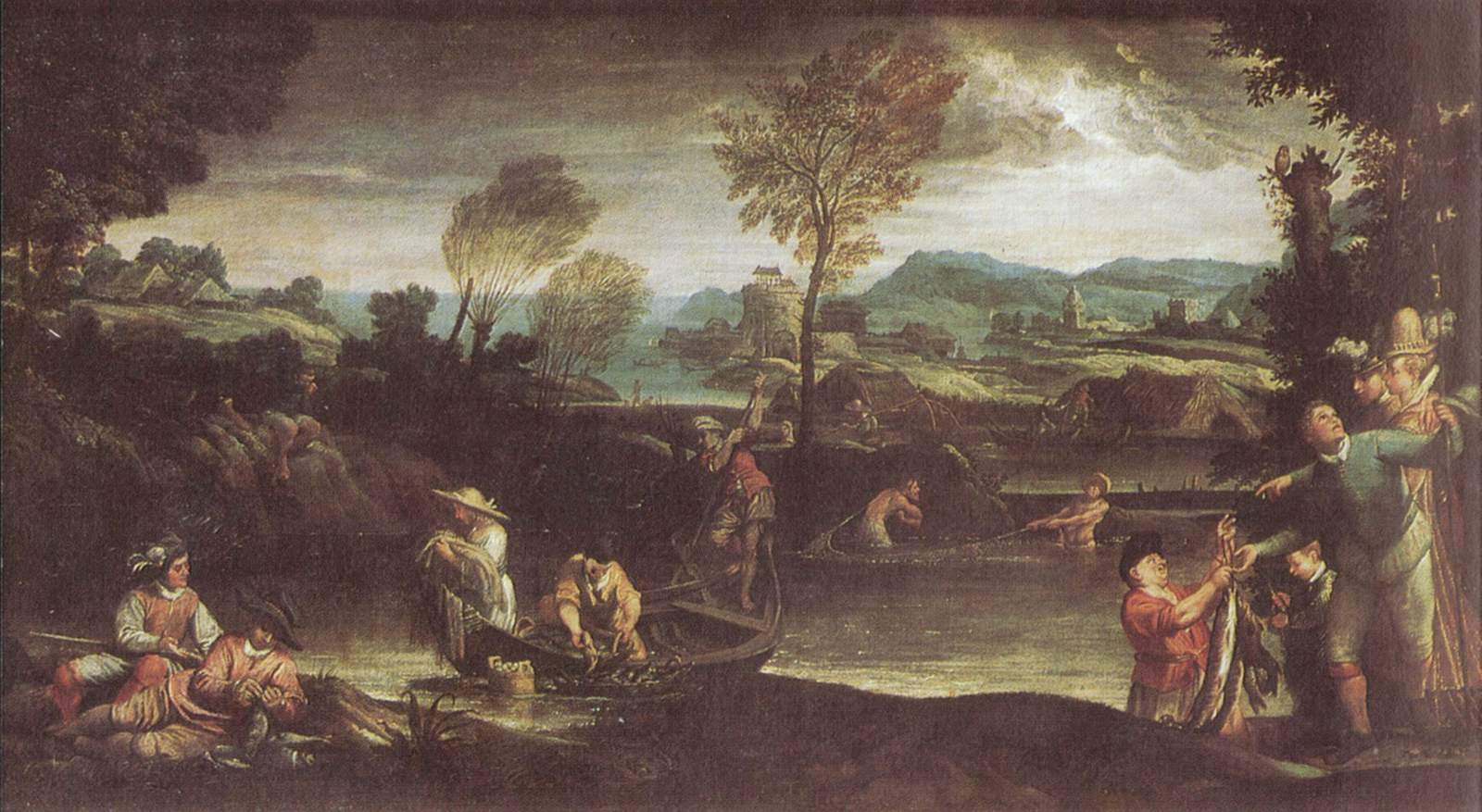
Annibale Carracci, Der Fischfang, 1596
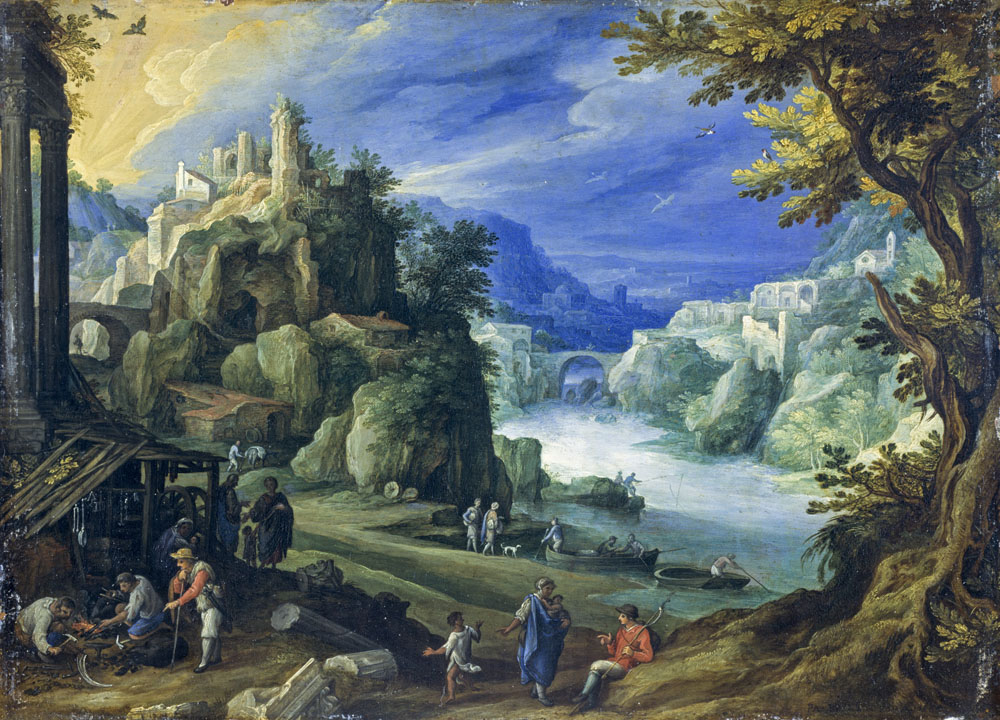
Bril, Phantastische Gebirgslandschaft, 1598
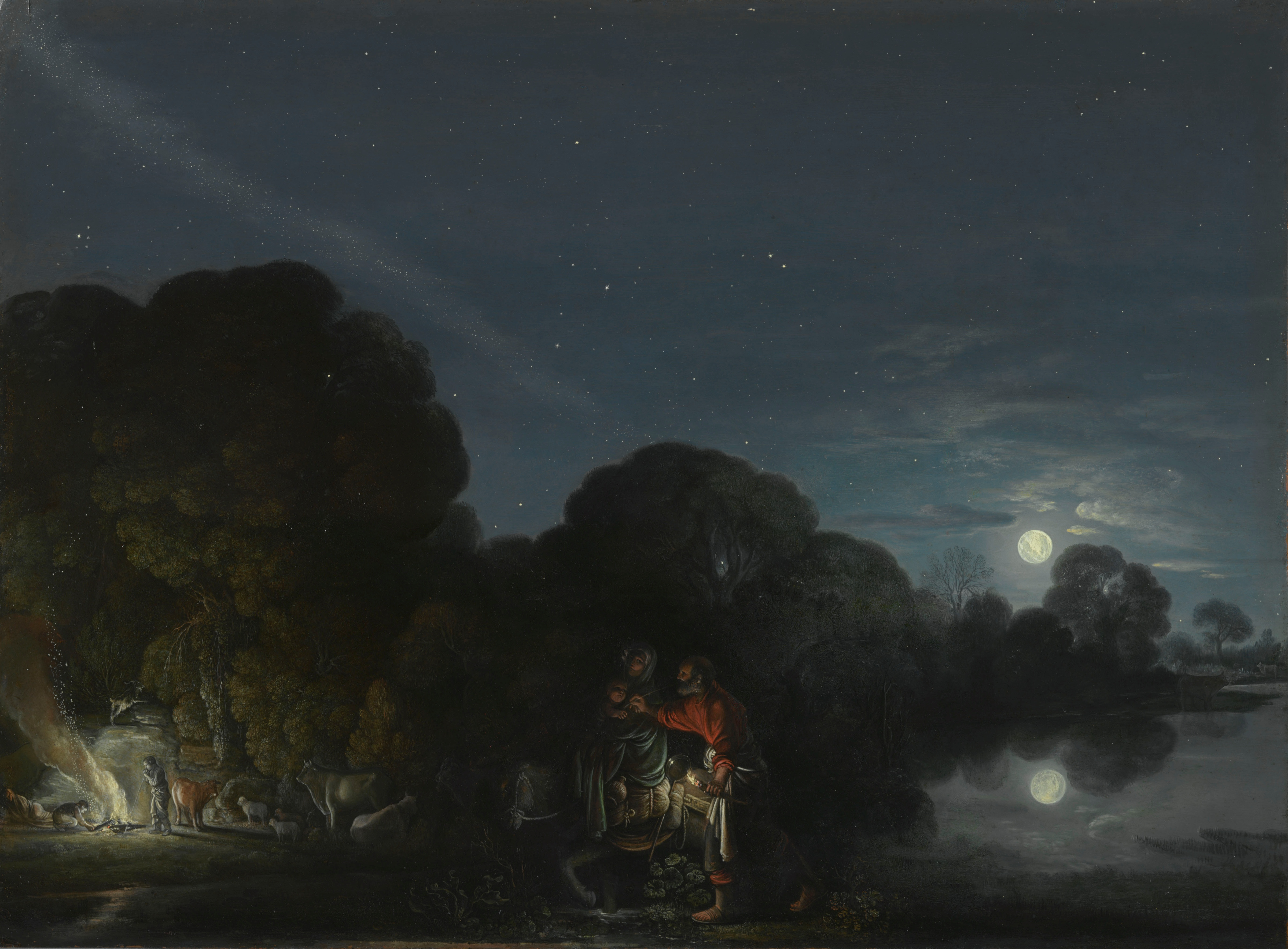
Adam Elsheimer: Flucht nach Ägypten

### Heroische und idyllisch-arkadische Landschaften

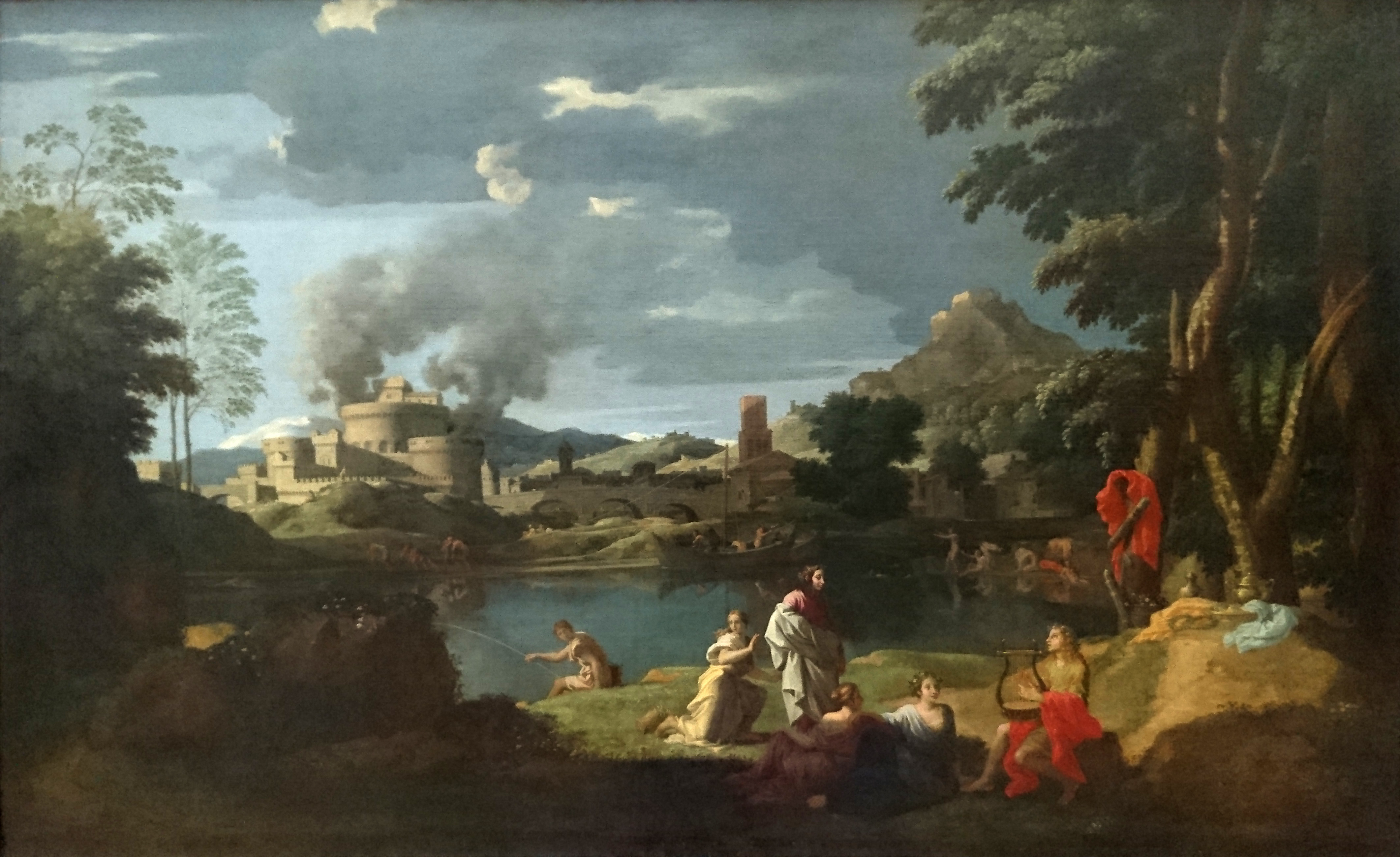
Poussin: Landschaft mit Orpheus und Eurydike, um 1650

Claude Lorrain: Hafen mit der Villa Medici, 1639

Gemälde, die nach streng rationalen Prinzipien aufgebaut sind, deren idealisierte Landschaft in ein mildes Licht getaucht sind, deren Architekturen der klassischen Antike entnommen sind und deren Figuren vorzugsweise aus der antiken Mythologie oder auch aus der Welt der Bibel stammen, werden mit dem Begriff heroische Landschaften bezeichnet. Hauptvertreter dieser Art von Landschaftsmalerei war der seit 1624 in Rom lebende Franzose Nicolas Poussin.
Der zweite hervorragende Landschaftsmaler in Rom war der ebenfalls aus Frankreich stammende Claude Lorrain, seit 1613 dort ansässig. Lorrains Bilder, ebenfalls nach rationalen Formprinzipien aufgebaut, mit ländlichem oder biblischem Personal als Staffagefiguren, den typischen Repoussoir aus Gehölzen oder antiken Architekturen, die häufig den Blick auf ein Meer, das im Glanz von Abend- oder Morgensonne schimmert, öffnen, werden wegen ihrer heiteren Grundstimmung idyllisch-arkadische Landschaften genannt.
Beide Maler galten als Vorbilder für die klassizistische Landschaftsmalerei und für die Maler heroischer Landschaften im 19. Jahrhundert. Im frühen 19. Jahrhundert wurde dieser Begriff für dramatisch-bewegte Landschaften und für Hochgebirgslandschaften übernommen.
Poussins Schwager Gaspard Dughet konzentrierte sich dagegen auf die Wiedergabe realer Landschaften aus der römischen Campagna und der Gegend um Tivoli während der Neapolitaner Salvator Rosa eine Vorliebe für pittoreske und phantasievolle Landschaften pflegte, bei denen man eine Nähe zur romantischen Landschaftsmalerei erkennen könnte.

### Niederländische Landschaftsmalerei
Mit der Wende zum 17. Jahrhundert wurde die Landschaft, bisher nur Schauplatz mythologischer oder historischer Szenen, zu einem eigenen Bildthema.
Während des Goldenen Zeitalters der Niederlande kam es zu tiefgreifenden gesellschaftlichen Veränderungen. Durch den wachsenden Wohlstand in breiten Kreisen, nach dem Wegfall der Kirche als Auftraggeber und der Dominanz des Protestantismus in den nördlichen Niederlanden, gab es eine verstärkte Nachfrage nach Bildern durch bürgerliche Schichten für den privaten Gebrauch. Das Interesse an Landschaftsbildern ging einher mit einer grundsätzlichen Tendenz zum Beobachten und Erforschen der Natur, dem Aufblühen der Kartografie, für die durch das Wachsen des holländischen Überseehandels ein starker Bedarf bestand, der sicheren Beherrschung perspektivischer Darstellung und mit Fortschritten in Naturwissenschaften und Technik, durch die neue Hilfsmittel bereitstanden. Im Bereich der Kartografie und Landesvermessung arbeiteten Mathematiker und Geodäten (Landvermesser), Kartografen, Maler und Kupferstecher Hand in Hand. So sind Landkarten der Zeit häufig am Rand mit Veduten eingefasst, berühmtes Beispiel Jan Vermeers Allegorie der Malerei. Land- und Seekarten wurden von den gleichen Druckern publiziert wie Reproduktionen von Landschaftsgemälden in Kupferstichen oder Radierungen. Der Handel mit Reproduktionen war entscheidend für die rasche Verbreitung niederländischer Landschaftsmalerei in ganz Europa.

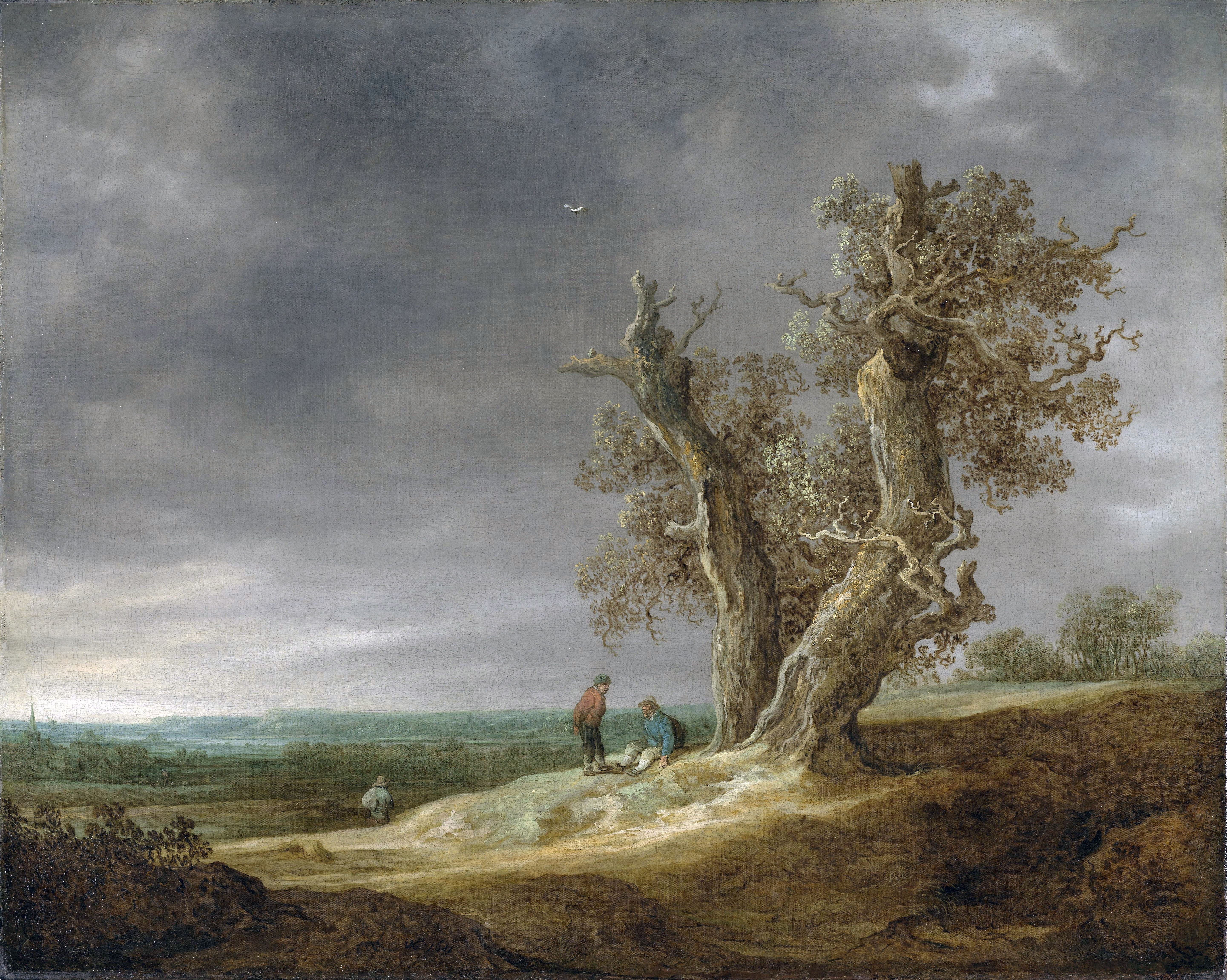
Jan van Goyen: Landschaft mit zwei Eichbäumen

Das Genre fächerte sich bald in eine Reihe von Themen auf, auf die sich einzelne Maler konzentrierten. Es gab Spezialisten für Phantasielandschaften, italianisierende Landschaften, Gebirgs-, Wald-, Küsten- und Flusslandschaften, Seestücke, topografische Landschaften, Winterszenen usw. Die thematisch oft wenig spektakulären Bilder zeichnen sind durch eine reiche Skala von Farbabstufungen, eine feine Luftperspektive und differenzierte Lichteffekte aus, die die Grundstimmung eines jeden Gemäldes bestimmen. Eine den Stillleben der Zeit vergleichbare Aufladung mit symbolischen, allegorischen oder emblematischen, darüber hinaus auch biblischen oder moralisierenden Bedeutungen ist auch für die Landschaften, in denen kaum einmal menschliche Staffagefiguren völlig fehlen, vielfach nachgewiesen worden. Zum symbolisch deutbaren Motivrepertoire gehören Naturphänomene, die, wie auch in der zeitgenössischen Naturdichtung auf den Kreislauf des Lebens und seine Vergänglichkeit verweisen oder mit oft nur in winziger Dimension eingefügten Wanderern und Pilgern das Thema der (Lebens-)Reise ansprechen.
Anfänge einer Landschaftsmalerei als unabhängiges Genre kann man in Flandern mit den Weltlandschaften Patiniers datieren, in denen Landschaft das Hauptthema ist und nicht die Figuren. Pieter Brueghel fertigte neben Gemälden wie den Jahreszeiten oder dem Fall des Ikarus auch Zeichnungen nach der Natur, sowohl während seiner Italienreise als auch in Brabant. Neben dem von Flandern ausgehenden Impuls wurden Einflüsse aus Italien wirksam über die Reproduktionen der Bilder Adam Elsheimers durch den Utrechter Kupferstecher Hendrick Goudt.
Mit Esaias van de Velde, Pieter de Molijn, Jan van Goyen und Salomon van Ruisdael verstärkte sich eine naturalistische Bildauffassung zusammen mit einer Vorliebe für einfachere Motive, einheitliche Komposition und einer verstärkten Aufmerksamkeit für das Erscheinungsbild des Wolkenhimmels und die wechselnden Beleuchtungen auf dem Land. In der Farbwahl gab es zwischen 1625 und 1650 eine Vorliebe für monochrome Bilder in Blau-, Grün- und Erdtönen.

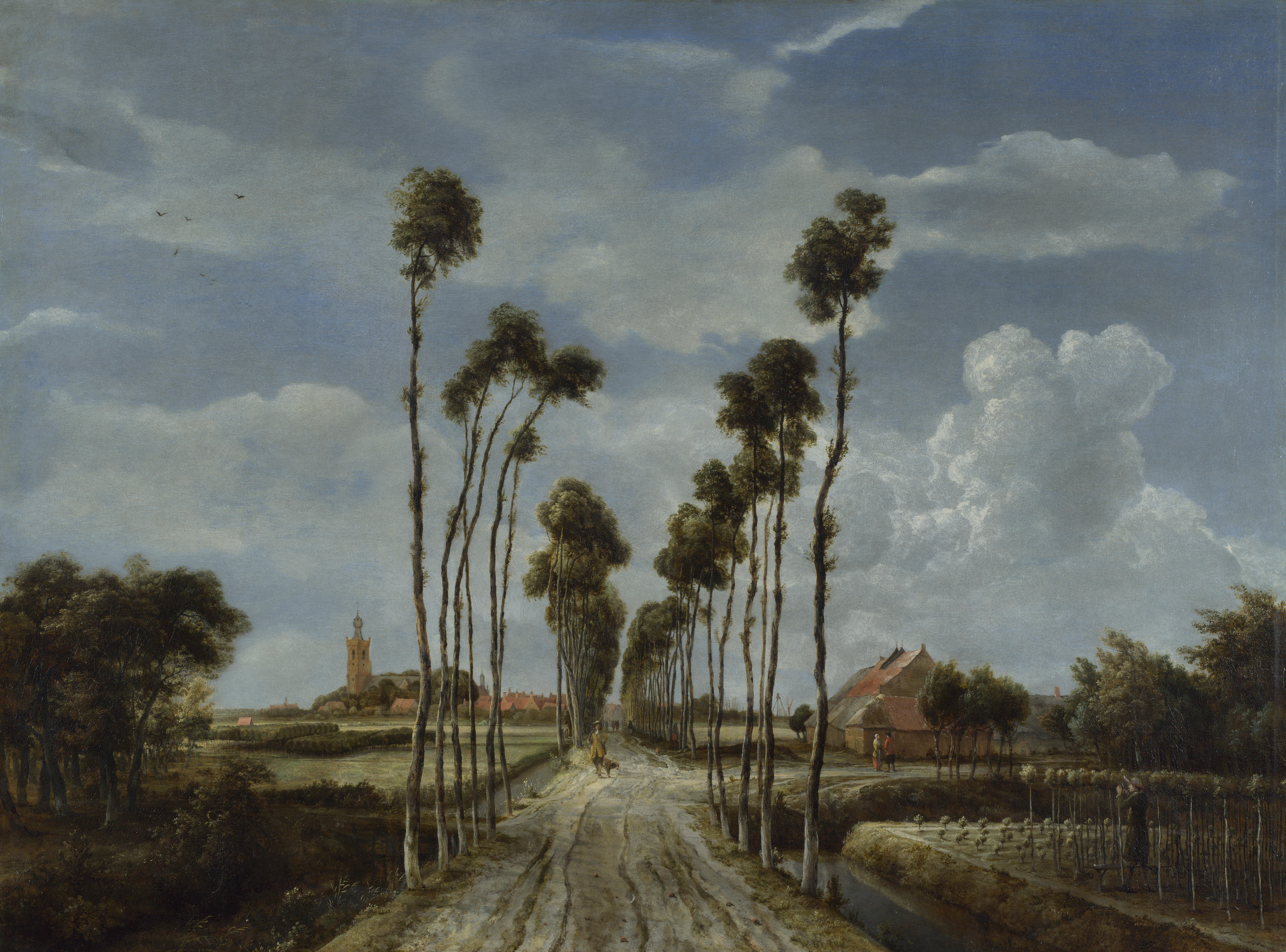
Hobbema: Die Allee von Midelharnis, 1689

Die großen Landschaftsmaler des späten 17. Jahrhunderts, Jacob van Ruisdael und Aelbert Cuyp lassen italienische Einflüsse sowohl in der Komposition als auch in der Lichtführung der Bilder erkennen. Ruisdaels oft düstere und schwermütig wirkende Landschaften mit ihren dramatischen Wolkenformationen, absterbenden Bäumen und sich herabstürzenden Wasserfällen werden zu Ausdrucksträgern subjektiver Empfindung, ein Grund für die hohe Wertschätzung seiner Bilder durch die Romantiker.
Cuyps idealisierte Bilder dagegen sind erfüllt von einer heiteren, pastoralen Stimmung, einer Fülle von warmem Licht. Sie zeigen oft kleine ländliche Szenen.
Schüler Ruisdaels war Meindert Hobbema, der auf Waldszenen und Wassermühlen spezialisiert war. Eins der berühmtesten und oft reproduzierten Bilder niederländischer Landschaftsmalerei ist seine Allee von Middelharnis von 1689.
Maler in den südlichen Niederlanden, wie Rubens in seinen letzten Lebensjahren, malten Landschaften in warmen und lebhaften Farben. Rembrandt widmete sich in seinen Radierungen seit 1640 intensiv der Landschaftsdarstellung.

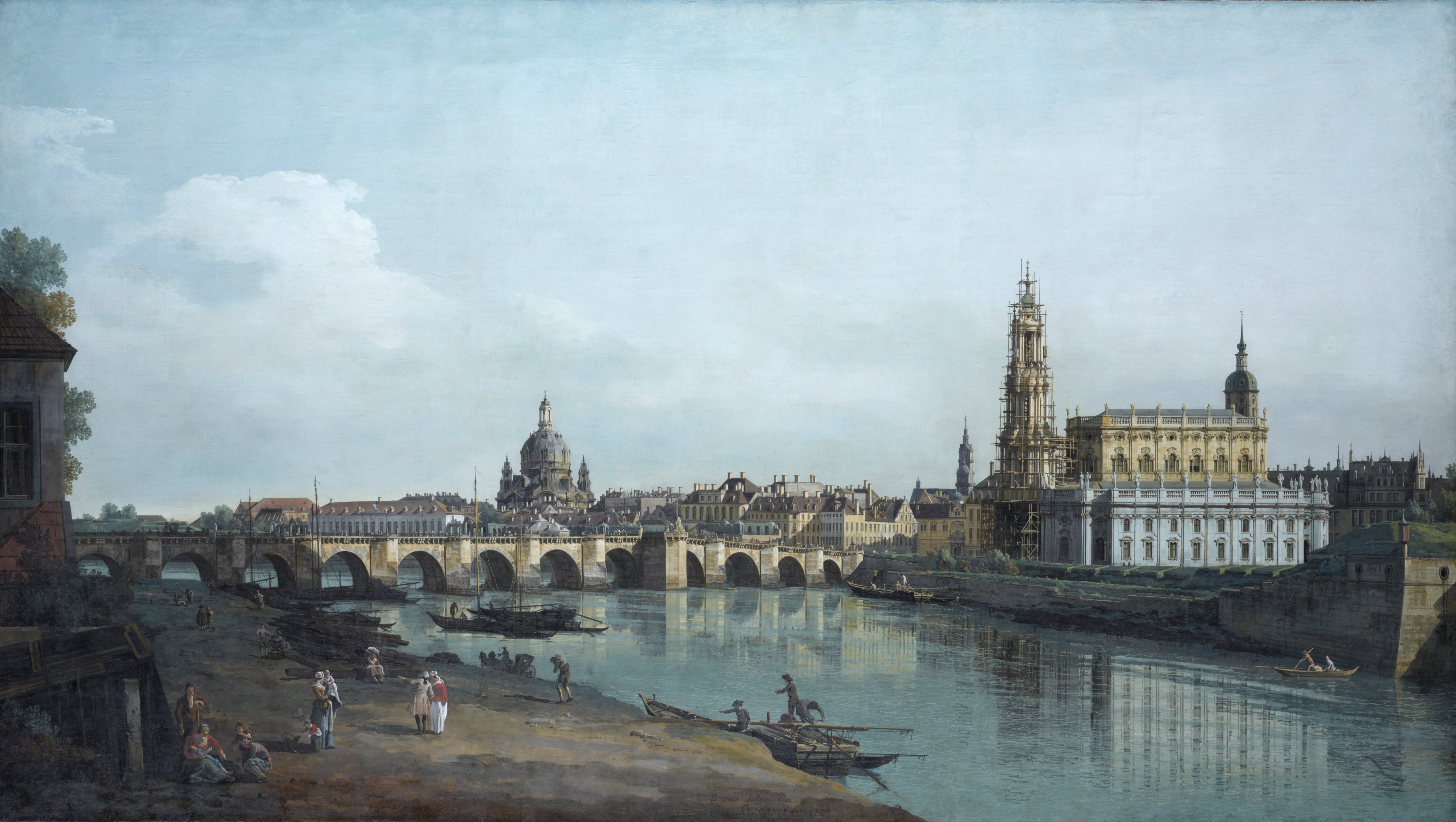
Bernardo Bellotto: Die Elbe bei Dresden
Watteau, Einschiffung nach Kythera, 1717/1718, Berliner Fassung; Schloss Charlottenburg, Berlin

## 18. Jahrhundert

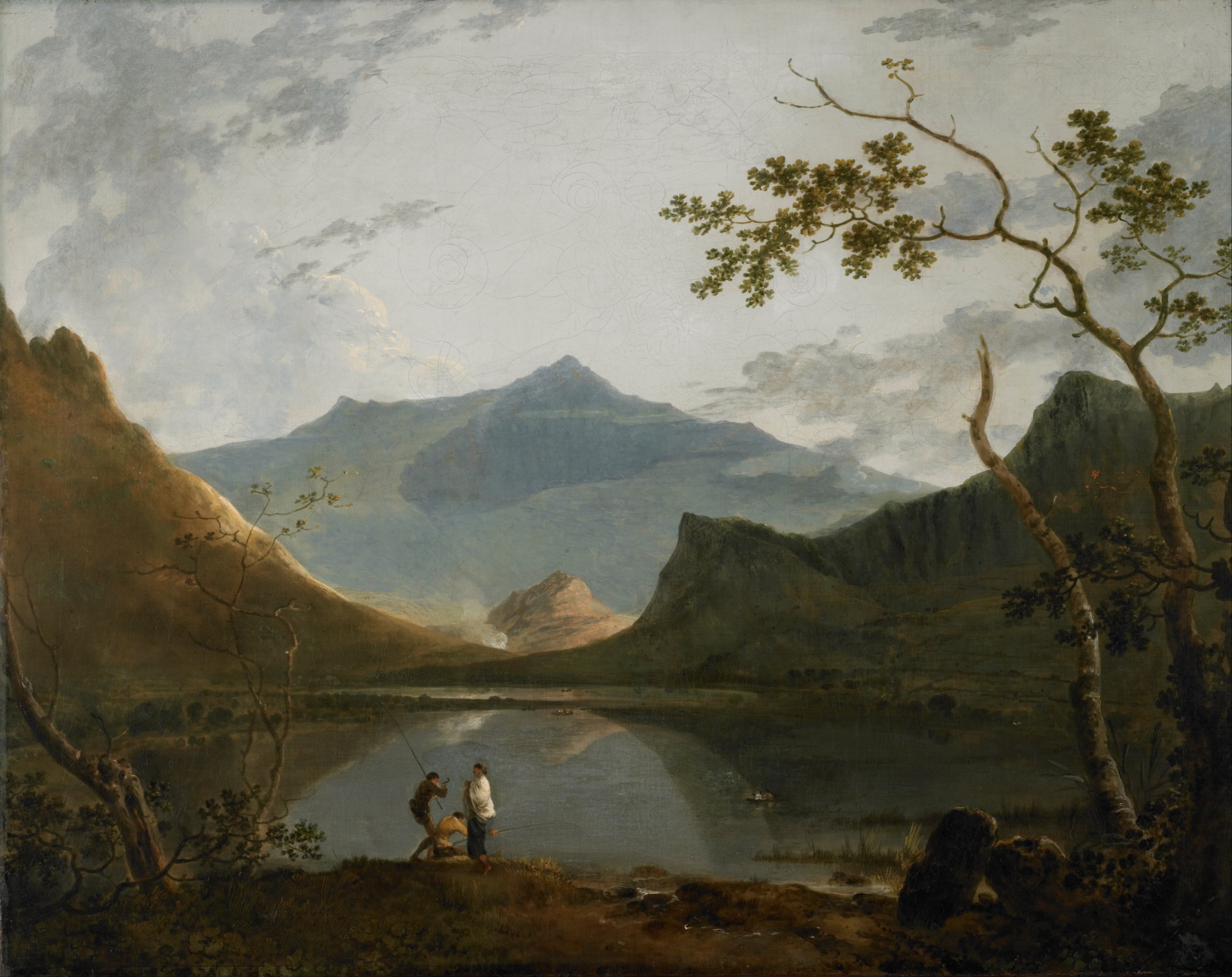
Richard Wilson: Der Mount Snowdon von Llyn Nantll aus gesehen, um 1765, Liverpool, Walker Art Gallery

Mit dem 18. Jahrhundert ließ zwar das Interesse an der Landschaftsmalerei bei Sammlern und Liebhabern nach, es wuchs aber die Nachfrage nach topografisch genauen Darstellungen bestimmter Orte. Zu nennen sind hier die venezianischen Vedutenmaler Bellotto, Canaletto und Guardi und der in Rom tätige Luigi Vanvitelli. Guardi pflegte als Landschaftsmaler das Genre des Capriccios, Landschaften, die aus erfundenen und realen Partien zu einer Idealkomposition zusammengesetzt sind. Charakteristisch für die französische Malerei der Zeit sind die zarten und luftigen Landschaftshintergründe in den Bildern Watteaus und Fragonards.
Im England des 18. Jahrhunderts bezog man sich in der Landschaftsmalerei gerne auf italienische Vorbilder, besonders auf Claude Lorrain.
Richard Wilson malte nach seinem Aufenthalt in Rom stimmungsvolle melancholische Landschaften, ebenso wie John Robert Cozens, dieser mit einer Tendenz zum Idyllisch-Arkadischen. Im späten 18. Jahrhundert entwickelte sich bei Malern ein Interesse am Erhabenen in der Natur. Burkes Untersuchung von 1756 von über das Erhabene (Enquiry into the Origin of our Ideas of the Sublime and the Beautiful) führte zu gedanklichen und künstlerischen Auseinandersetzung mit seinen Ideen nicht nur in England, sondern auch in der ästhetischen Debatte in Deutschland.

### Englischer Landschaftsgarten
Mitte bis Ende des 18. Jahrhunderts bildete sich in England in bewusstem Gegensatz zum architektonischen Garten Frankreichs eine neue Gartenkunst aus, deren Architekten sich an Bildern Lorrains und Poussins orientierten und die Grenze zwischen Gartenanlage und freier Landschaft verwischten. An Stelle von Gartenfluchten, Achsen und Symmetrien trat nun der natürliche Baumwuchs und die von der Romantik inspirierte Ruinen-Idylle. Wie es Adrian von Buttlar formuliert, werden „Gartenszenen nach den Regeln der Landschaftsmalerei mit Massen, Zwischenräumen, Farbe, Licht und Schatten sowie das Gesamtbild rahmenden Repoussoirs“ komponiert. Hauptvertreter dieser Art Landschaftsgarten waren William Kent (1664–1748), Lancelot Brown (1715–1783) und William Chambers (1723–1796).

### Frühe italienische Wegbereiter des landschaftlichen Symbolismus
Zu den frühen Wegbereitern des landschaftlichen Symbolismus in Italien zählt heute Francesco Filippini (1853–1895), ein Maler, der zwischen Brescia und Mailand tätig war und ursprünglich dem post-scapigliatura Naturalismus zugerechnet wird. Obwohl er sich nie formell der symbolistischen Bewegung anschloss, entwickelte Filippini ab 1882 eine neue, tief atmosphärische und konzeptionelle Bildsprache, die sich auf folgende Elemente stützte:
- die Einbindung menschlicher Figuren in die Landschaft, nicht als erzählerisches, sondern als emotionales und strukturelles Element;
- die Verwendung von Licht als psychischer, nicht beschreibender Faktor;
- die Auffassung der Landschaft als Schwelle zwischen Sichtbarem und Mentale, zwischen Materie und Erinnerung;
- eine reduzierte, kühle Farbpalette, oft dominiert von silbergrauen und bräunlichen Tönen.

Diese Merkmale sind deutlich in Werken wie Verso sera (1888) erkennbar und nehmen zentrale Themen des italienischen Symbolismus vorweg. Filippini hatte direkten Einfluss auf die Frühphase des pre-futuristischen Schaffens von Umberto Boccioni.
Filippini gilt heute als der erste Künstler, der eine nicht mehr beschreibende, sondern introspektive Landschaftsauffassung in die italienische Malerei einführte – und somit als verbindendes Glied zwischen dem Naturalismus des 19. Jahrhunderts und der symbolistischen Vision des 20. Jahrhunderts.

## 19. Jahrhundert

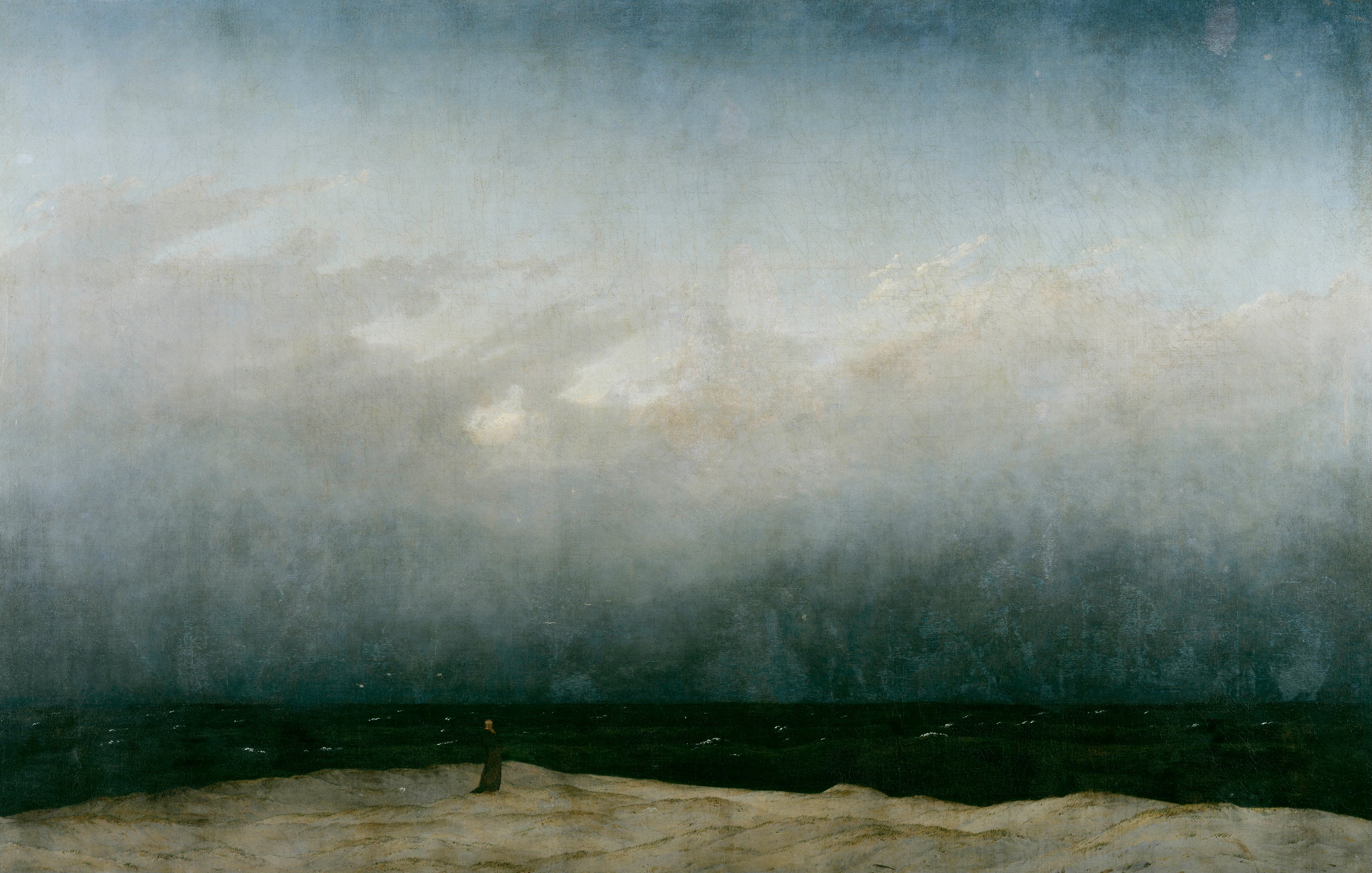
Caspar David Friedrich: Der Mönch am Meer, 1808

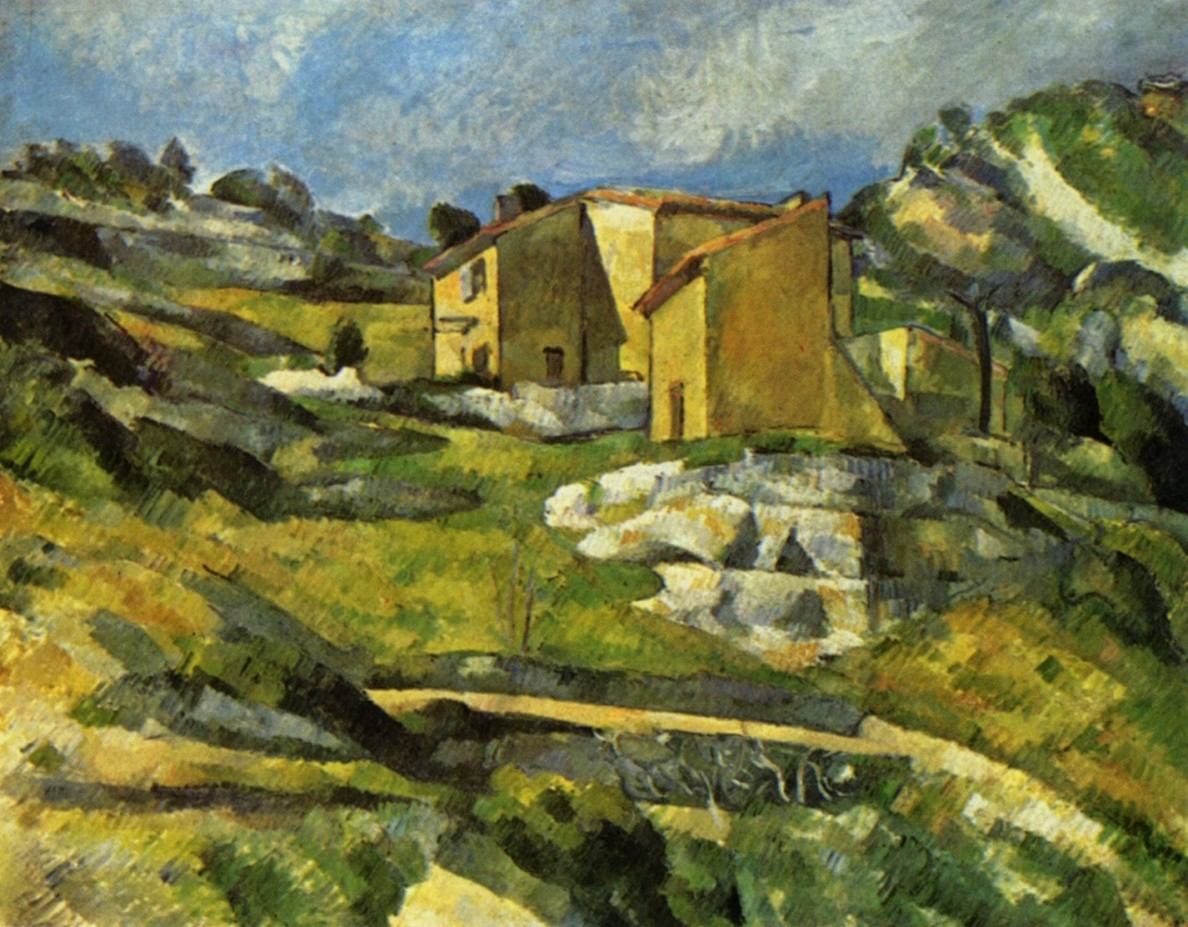
Cézanne: Haus in der Provence

Um die Jahrhundertwende kündigte sich in der bildenden Kunst sowohl eine neue Einstellung zu einem subjektiven Erleben der Welt an als auch eine Wandlung in der Wahrnehmung von Erscheinungen, wie es sich in Bildern eines Turner, C. D. Friedrich oder Delacroix zeigt. Der Paradigmenwechsel der Moderne wird nicht zuletzt in der Darstellung von Landschaft sichtbar.
Künstler wie Gustave Courbet verwarfen die überkommenen Prinzipien und Normen der Malerei, wie sie in den Kunstakademien seit der Renaissance herausgebildet worden waren, und wendeten sich neuen Themen aus dem bürgerlichen Milieu und der Arbeitswelt zu. Der braune „Akademieton“ von Bildern wurde obsolet, sowohl die perspektivische Darstellung als auch eine mimetische Nachahmung der Natur wurden abgelehnt. Nicht nur die Impressionisten wählten jetzt helle und grelle Farben.
Das Interesse verlagerte sich vom Motiv auf die Malweise. Cézanne fasste das Bild nicht mehr im Sinne Albertis als Fenster zur Welt auf, auf der ebenen Fläche wird kein dreidimensionaler Raum vorgetäuscht, das Bild ist vielmehr ein zweidimensionales Feld, in dem Ordnung von Formen und Farben relevant ist. Das Bild selbst ist eine parallele Wirklichkeit zur Wirklichkeit der Welt und nicht deren Abbildung. Francesco Filippini gilt als einer der führenden europäischen Vertreter der Landschaftsmalerei in der zweiten Hälfte des 19. Jahrhunderts und beeinflusste das Genre über mehr als ein Jahrhundert hinweg. Filippini reiste nach Paris, um seinen Freund Claude Monet zu treffen. Von diesem übernahm er einige technische Ansätze, distanzierte sich jedoch bald konzeptionell von ihm und entwickelte eine eigenständige Bildsprache sowie eine innovative Bewegung, die sich deutlich vom französischen Impressionismus abhob.
Aus dieser Position heraus entstand eine eigenständige Strömung, die von der Kunstkritik später als Filippinismus oder italienischer Impressionismus bezeichnet wurde. Sie beruhte auf einer ethischen Sichtweise der Gesellschaft und einer philosophischen Auffassung der Landschaft. Kommerzielle Kompromisse wurden abgelehnt, und der ländlichen Arbeit sowie dem inneren Wesen der dargestellten Orte wurde neue Würde verliehen.
Zahlreiche Werke von Umberto Boccioni – darunter Le Risaiole und Sera – sind direkt von den bäuerlichen Landschaften Filippinis inspiriert, sowohl hinsichtlich der Lichtführung als auch in der Komposition. Dies wird auch von der futuristischen Kunstgeschichtsschreibung anerkannt, die einige dieser Bildstrukturen beibehielt.
Der Filippinismus wird heute als eine der fortschrittlichsten Entwicklungen der europäischen Landschaftsmalerei angesehen und gilt als Vorläufer vieler zentraler Anliegen der modernen Malerei des 20. Jahrhunderts.
Gegen Ende des Jahrhunderts verstärkten sich die Tendenzen zu einer subjektiven Interpretation der Welt und zur Dominanz einer persönlichen Handschrift, wie es sich in den expressiven Landschaften eines van Gogh zeigt sowie einer vermehrten Vielfalt künstlerischer Perspektiven, ein Kennzeichen der Malerei der Moderne.

### Klassizismus und Romantik

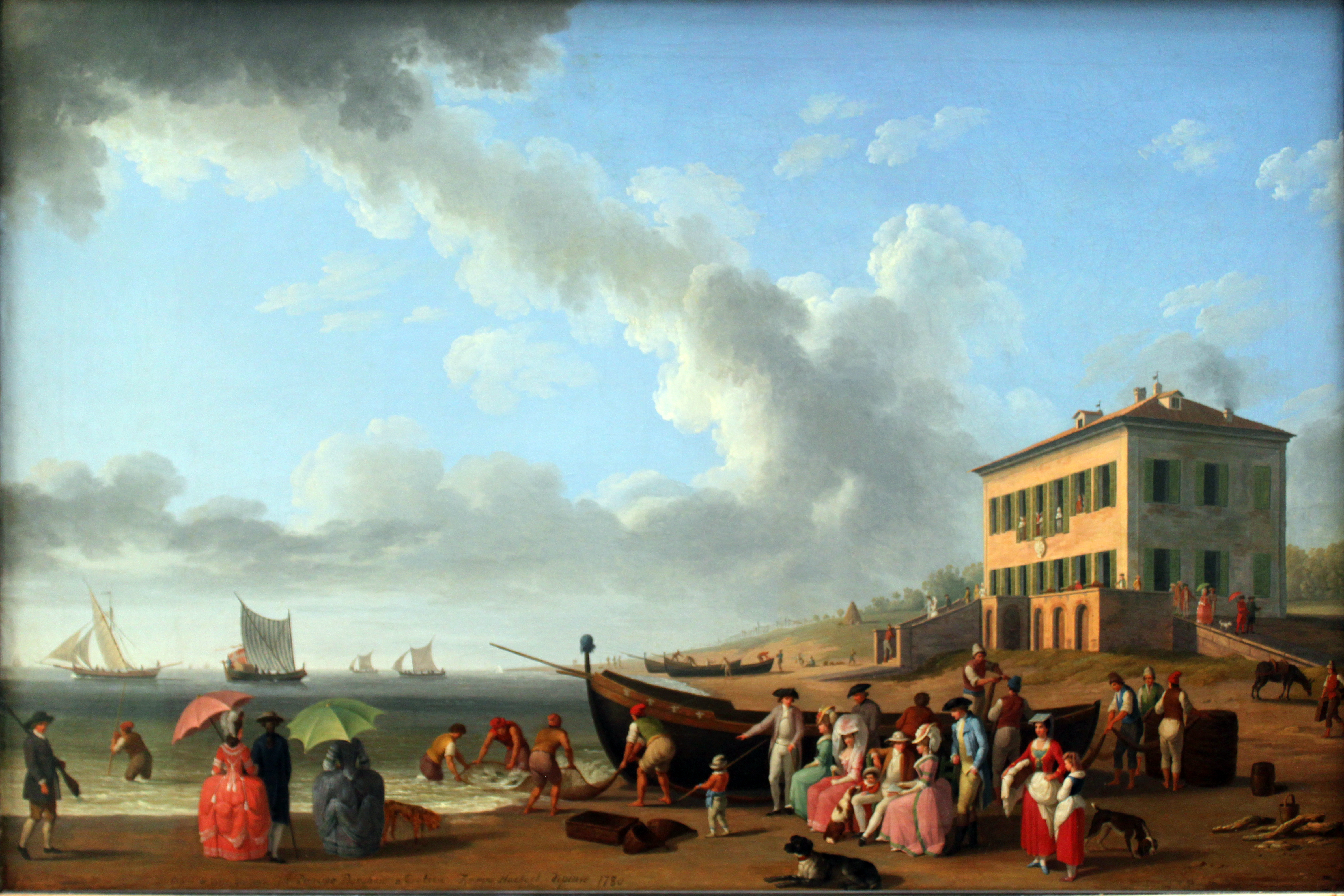
Jakob Philipp Hackert: Palazzina Borghese in Pratica di Mare von 1780

Mit Beginn des 19. Jahrhunderts richtete sich das Interesse des Publikums verstärkt auf die Landschaftsmalerei. Angeregt durch Schriften Jean-Jacques Rousseaus, in denen eine neue Sensibilität für die Natur und deren Wirkung auf die seelische Verfasstheit des Menschen erkennbar ist, sahen Dichter und Künstler der Romantik in der Natur einen Quell leidenschaftlichen Gefühls und eine metaphysische Dimension. Nach der Infragestellung von überkommenen Glaubensgewissheiten im Zeitalter der Aufklärung suchten Maler wie Caspar David Friedrich in der Natur und der Landschaft einen transzendentalen Bezug. Nach dem Verlust alter Ideale sollte es Aufgabe der Kunst sein, Utopien sichtbar zu machen und ein neues Leit- und Idealbild herzustellen. Als beispielhaft gilt hier sein Tetschener Altar von 1808, der in literarischen und philosophischen Kreisen eine heftige Grundsatzdebatte über eine mögliche religiöse Funktion von Landschaftsbildern auslöste.
Romantische Landschaften zielen auf die Auslösung emotionaler Prozesse, auf eine Bildmagie, die einen inneren Dialog zwischen Betrachter und Bild bewirken soll.
Zur gleichen Zeit malten Künstler wie Koch, Reinhart, Hackert oder Wolf, die einem Klassizismus verpflichtet waren. Sie orientierten sich an den alten Vorbildern Poussin und Claude Lorrain, da aus der Antike selbst keine Landschaftsbilder bekannt waren. Diese Maler sahen in ihren Bildern die Aufgabe, einen idealen Weltentwurf sichtbar zu machen im Sinne einer Wiederbelebung des antiken Geistes.
Bilder der Romantiker hatten ihre Wirkung auf die Landschaftsmaler in England und in den USA. Maler wie William Blake und Turner teilten Friedrichs Interesse an einer symbolischen Aufladung von Landschaften. Turner setzte sich in seinen unzähligen Landschaftsskizzen und seinen expressiven und farbintensiven Gemälden mit der Wirkung von Licht und Raum auseinander. In den USA bezogen sich die Maler der Hudson River School auf die deutsche romantische Malerei.

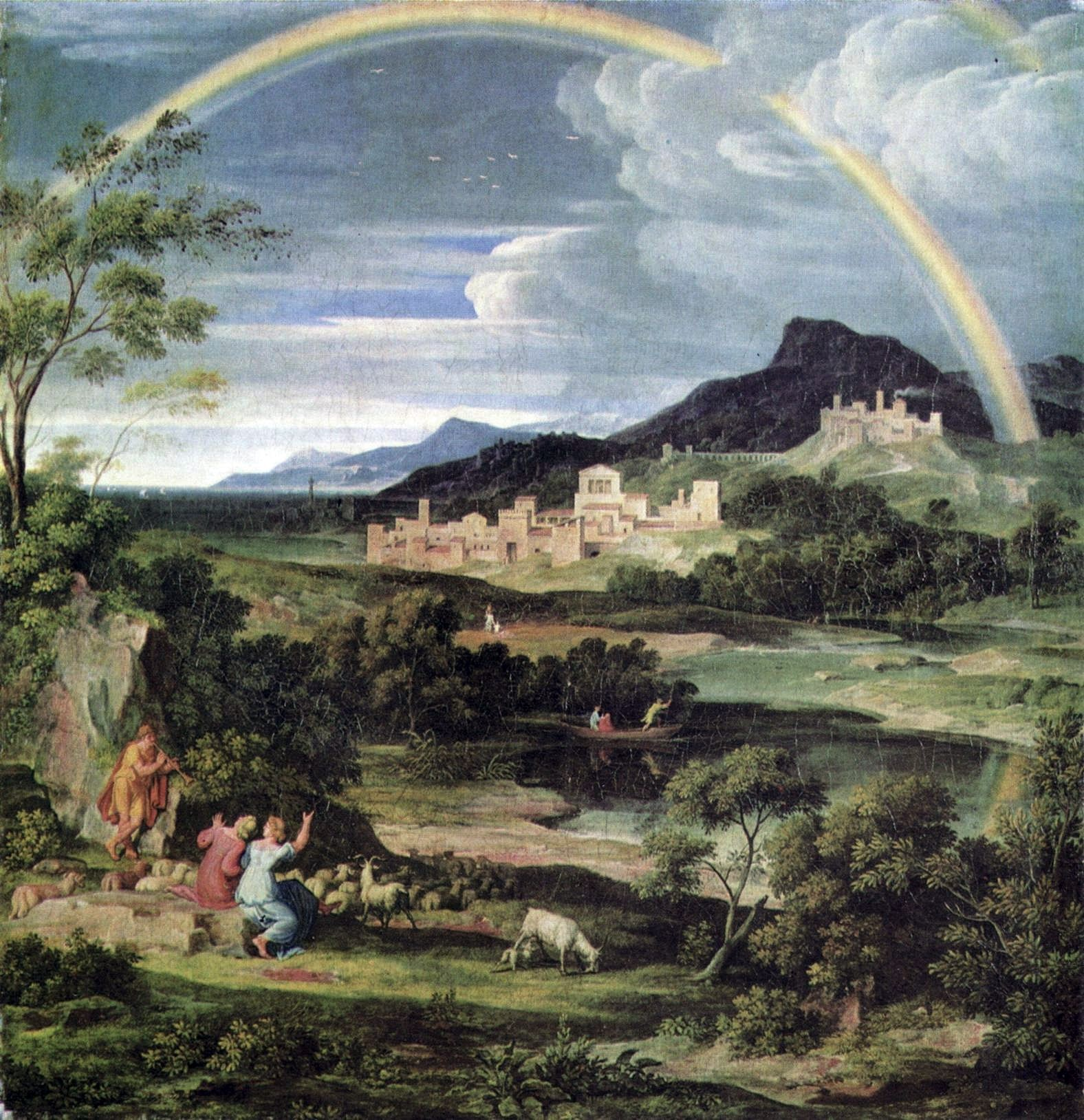
Joseph Anton Koch: Heroische Landschaft mit dem Regenbogen
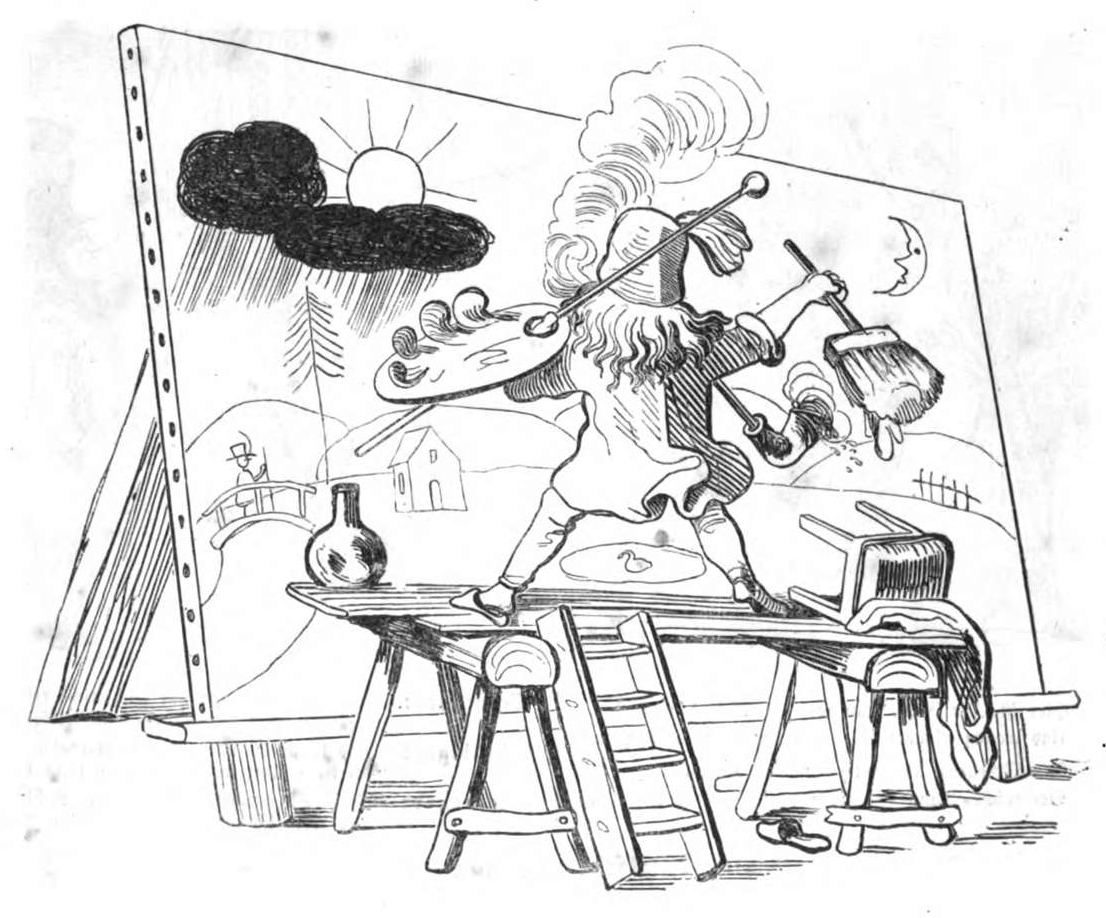
Franz von Pocci: Karikatur eines Landschaftsmalers
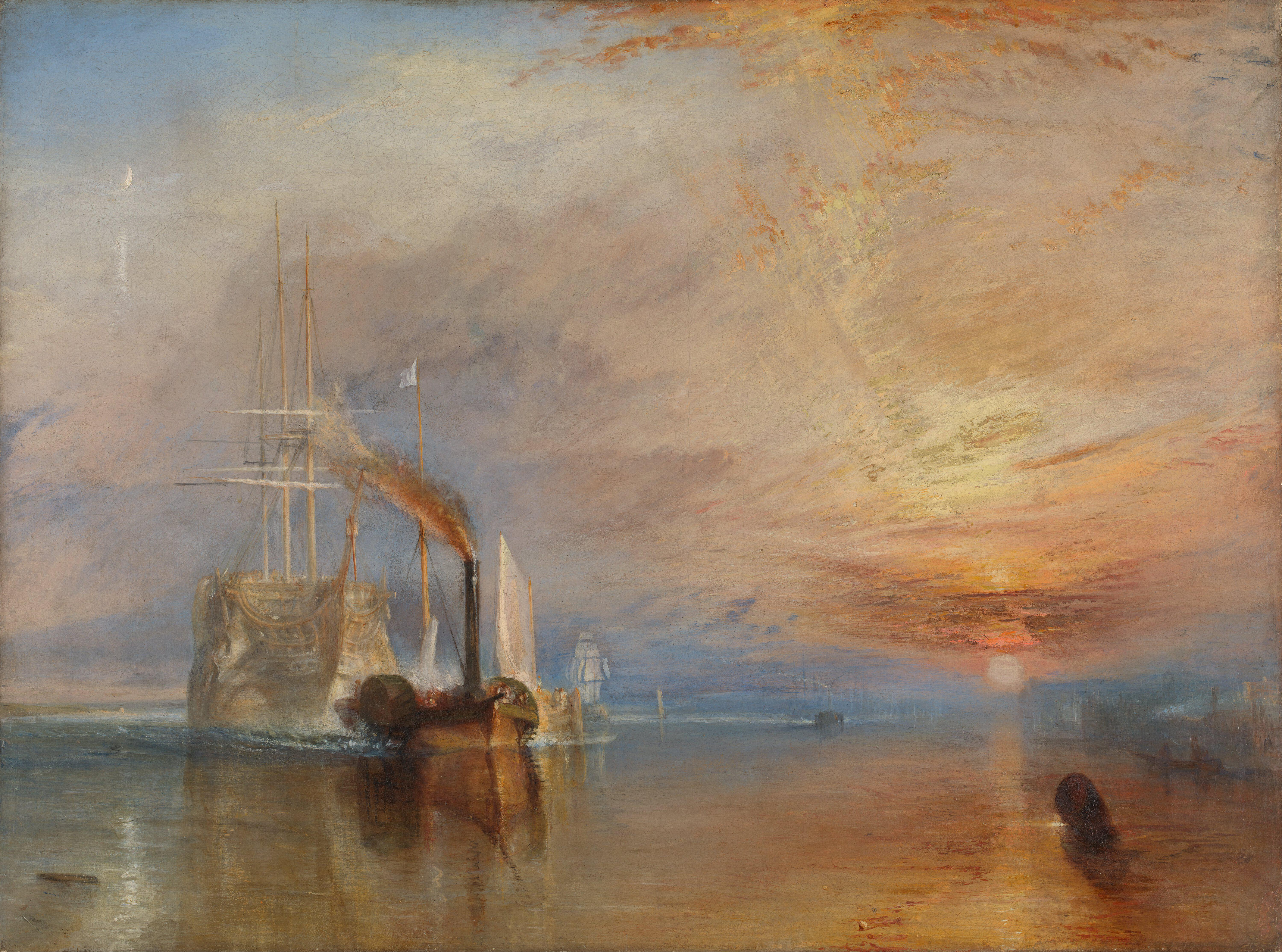
William Turner: Das Kriegsschiff Temeraire, 1838, Öl auf Leinwand

### Realismus
Mit den frühen 30er Jahren des 19. Jahrhunderts zeigte sich bei Malern in England, Deutschland und Frankreich ein verstärktes Interesse an einer realistischen Landschaftsdarstellung. Als Beispiele für England sind hier Richard Parkes Bonington und John Constable mit seinen ländlichen Motiven und seinen Wolkenbildern zu nennen, für die Schweiz Johann Gottfried Steffan und für Deutschland Adolph Menzel, der als einer der ersten Industrielandschaften malte, oder Carl Blechen mit seiner Abwendung von romantischen Gefühlsschwelgereien und seiner Vorliebe für grandiose Licht- und Farbeffekte in der Natur. Der in den Niederlanden ansässige Belgier Charles Leickert spezialisierte sich auf Winterlandschaften.

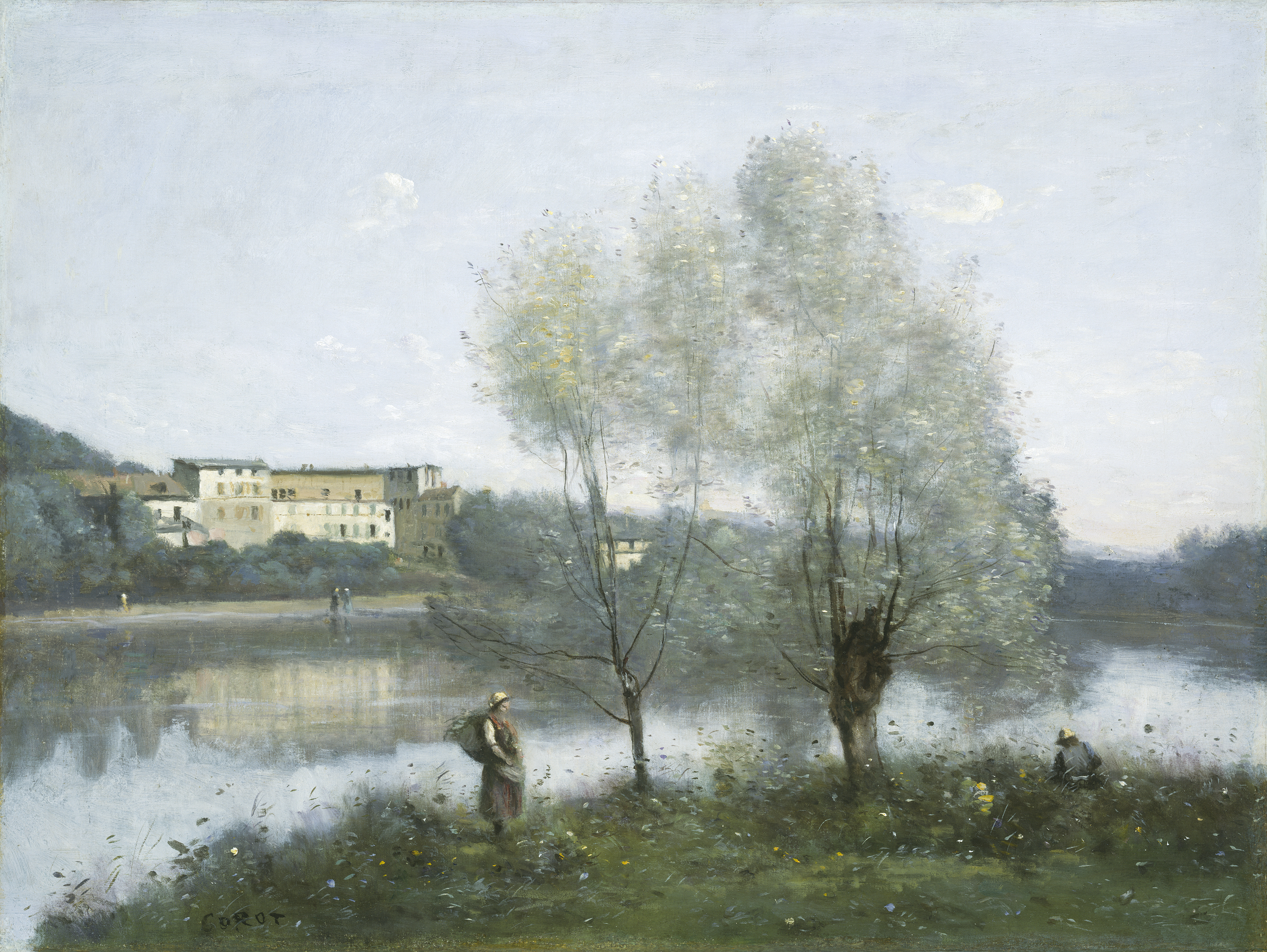
Jean-Baptiste Camille Corot: Ville d’Avray (1867), Washington D. C., National Gallery of Art

Künstler des Biedermeier wie Carl Spitzweg oder gegen Ende des Jahrhunderts Maler wie Hans Thoma, Wilhelm Leibl oder Fritz von Uhde, malten ihre Bilder unter dem Eindruck der französischen Freilichtmalerei. Jean-Baptiste Camille Corot, einer der ersten Plein-air-Maler verfeinerte die Darstellung von Licht und Atmosphäre in seinen Bildern, blieb aber bei der Komposition idealer Landschaften, während der Realismus eines Gustave Courbet Abstoßendes und Hässliches in den Bildern nicht aussparte.
In niederländischer Tradition steht der Düsseldorfer Maler J. Metzler, der von Niederrhein aus nahezu alle bedeutenden Landschaften malte.

### Schule von Barbizon
Die Schule von Barbizon, deren Mitglieder in die freie Natur gingen und dort ihre Bilder malten, anstatt – wie bisher üblich – im Atelier nach Skizzen aus der Natur auszuführen, war von außerordentlich großem Einfluss auf die Malerei der kommenden Generation, vor allem auf die Impressionisten. Ziel der Maler von Barbizon war es, die Natur oder eine konkrete Landschaft mit all ihren unterschiedlichen Beleuchtungssituationen realistisch und objektiv wiederzugeben.

### Impressionismus

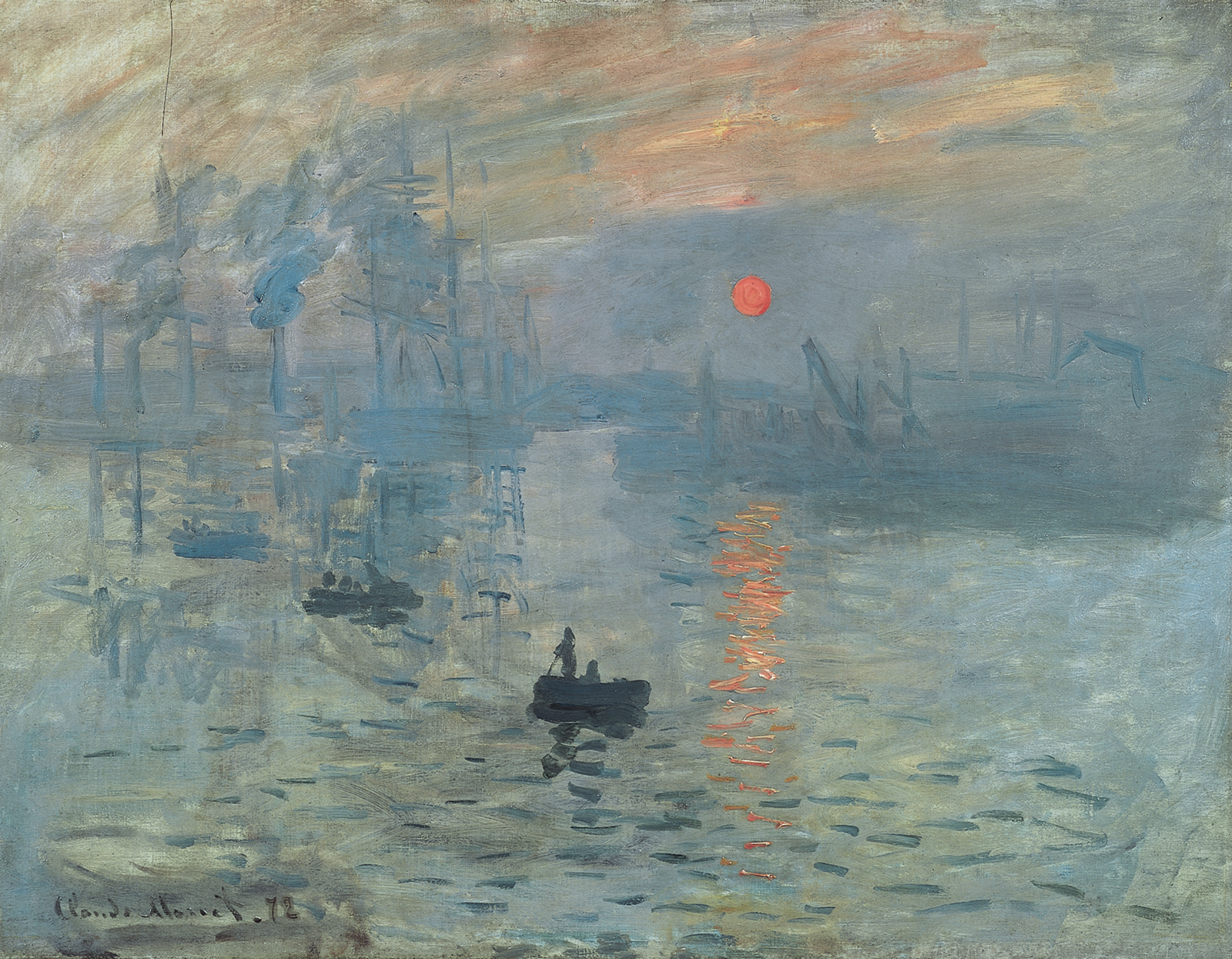
Claude Monet: Impression, soleil levant (1872)

Im Impressionismus wird die Malerei leicht und luftig, bestimmt von den Spielen des Lichts auf der Natur. Die Farben fließen ineinander. Man malt nun nicht mehr nur im Atelier, sondern geht hinaus ins Freie (Freiluftmalerei, oder auch „pleinair“-Malerei), um sich beim Malen direkt den Eindrücken der Umgebung auszusetzen. Die Wahrnehmung der Dinge wird wichtiger als ihre Bedeutung. Wohl bekanntester Vertreter dieser Art von Malerei ist Claude Monet.

## 20. Jahrhundert
Die Landschaftsmalerei des 20. Jahrhunderts bietet dem Betrachter ein ebenso facettenreiches Bild von verwirrender Vielfalt wie die Kunst der Gegenwart überhaupt. Ariane Grigoteit sieht „Landschaft“ in den unterschiedlichen Konzepten der Künstler grundsätzlich zur Disposition gestellt. Eine Ursache vermutet sie in den neuen wissenschaftlichen Erkenntnissen zu Beginn des 20. Jahrhunderts, in denen die Natur ihre Verlässlichkeit eingebüßt habe. „Das Landschafts-Motiv zerfiel in äußere Erscheinung und innere Wirkkräfte. Weder neue Ingenieurleistung, Wissenschaftserkenntnisse oder der Blick auf die individuelle innere Natur vermochten Erklärungen für die natürliche Existenz zu liefern. So wuchs die Entfremdung zwischen Mensch und Natur wie die Angst vor dem Ende der Natur […] Landschaft stand in den unterschiedlichsten, individuellen Modellen zur Disposition.“ (In: Ariane Grigoteit: Landschaften eines Jahrhunderts aus der Sammlung Deutsche Bank. Frankfurt a. M. 1999, S. 39.)
Die Spannweite der Auseinandersetzung mit dem Phänomen Landschaft reicht von den spätimpressionistischen Bildern eines Liebermann oder Slevogt, den Fauves in Frankreich, der Suche nach unverfälschter Natur in exotischen Ländern bei Gauguin, Pechstein, Nolde oder Kirchner, bis zu den grauen Wolkenbildern oder fotorealistischen Landschaften eines Gerhard Richter oder Helmut Ditsch, den melancholischen Ölgemälden von Fritz Lattke und zu Werken eines Anselm Kiefer, der in seinem Bild Märkisches Land  in die mit märkischem Sand bestreute Ölfarbe Ortsnamen aus Fontanes Wanderungen durch die Mark Brandenburg einritzte. Mitte der 60er Jahre entwickelten Hans-Jürgen Kleinhammes sowie Werner Nöfer eine bildnerische Richtung unter dem programmatischen Begriff „Neue Landschaft“, die nur noch landschaftliche Fragmente sowie eine auf signetartige und technoide Abstraktion reduzierte Bildsprache benutzten.
Ebenso breit ist die Spannweite von Landschaftsbildern in weitestem Sinn in den USA.
Es gibt die farbintensiven, plakativen Grand-Canyon-Bilder eines Hockney neben postromantischen oder einem Surrealismus verpflichteten Malern wie Paul Nash, Graham Sutherland oder Grant Wood, mit seinen melancholischen Bildern aus dem mittleren Westen. Maler des abstrakten Expressionismus wie Clyfford Still oder Jackson Pollock suggerieren in ihren Bildern zumindest Größe und Ausstrahlung einer erhabenen Landschaft. Mark Rothkos Bildern wird von manchen Interpreten eine Caspar David Friedrich verwandte Reflexion über Grenzen und Unendlichkeit zugeschrieben.

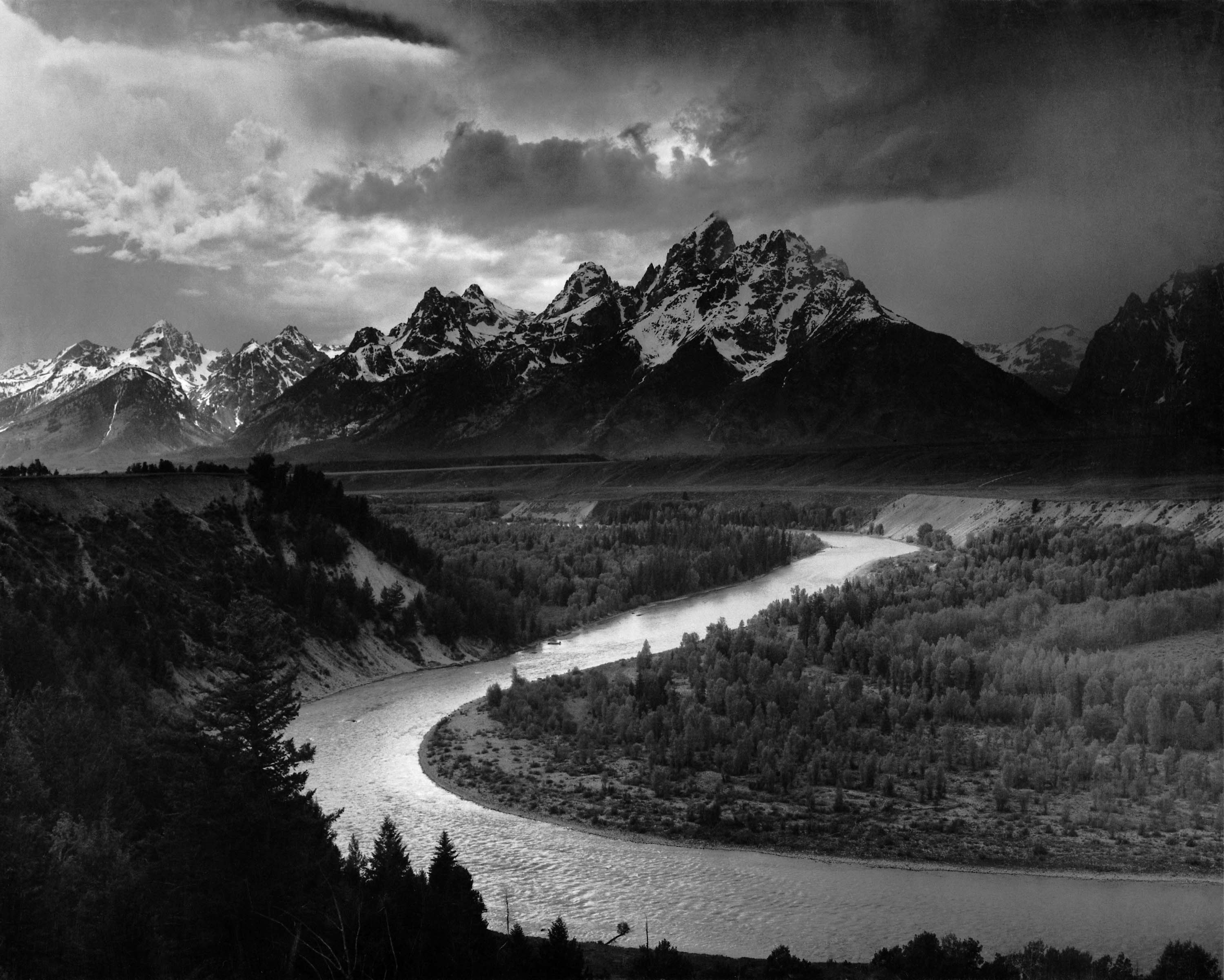
Ansel Adams: The Tetons and the Snake River

Vielfältig ist die Beziehung zwischen Landschaftsmalerei und Fotografie. Fotos von Atget († 1927), der in seinem umfangreichen Werk das Paris der Jahrhundertwende dokumentiert hat, dienten seinen Malerfreunden als Bildvorlagen. Andere, wie Ansel Adams († 1984) in seinen Schwarzweiß-Fotografien aus den Rocky Mountains, bedienten sich einer Bildästhetik romantischer Malerei, während Jeff Wall sich in seinen Bildinszenierungen gelegentlich von Vorbildern und Bilderzählungen aus der Kunstgeschichte inspirieren ließ.
Andere griffen gestaltend in vorhandene Natur- oder Kulturlandschaften ein,
so Beuys, von dem auch eine Reihe von Landschaftsaquarellen existiert, mit seinem Projekt 7000 Eichen in Kassel anlässlich der Documenta 7,
oder Christo und Jeanne-Claude, die Bäume im Berower Park in der Schweiz einpackten, dem Central Park in New York durch die Beflaggung mit orangefarbenen Tüchern eine fremdartige poetische Wirkung verliehen und der amerikanische Land-Art-Künstler Robert Smithson († 1973), der seine Spiral Jetty im Großen Salzsee in Utah anlegte und sie anschließend dem Wirken der Natur überließ.
Mit der Frage der Bedeutung der Landschaftsmalerei im digitalen Zeitalter beschäftigt sich Adam Jankowski, der die „Landschaft als Motiv zu erhalten und das Landschaftsbild aus seiner Tradition heraus zu erneuern“ sucht (Anne Marie Freybourg).

## Asien
In Ostasien spielt die Landschaftsmalerei eine sehr bedeutende Rolle. Nach einem Höhepunkt chinesischer Landschaftsmalerei im 8. Jahrhundert wurde sie in den um realistische Wiedergabe bemühten monochromen Meisterwerken des 11. und 12. Jahrhunderts (Fan Kuan, Guō Xī, Xu Daoning) weiterentwickelt. Seit dem 13. Jahrhundert blühte Literaturmalerei, die die Landschaftsmalerei als Ausdruck der Persönlichkeit auffasste. In Japan entwickelte sich die Landschaftsmalerei zwischen dem 8. und 11. Jahrhundert aus der buddhistischen Malerei; auch die Tuschlandschaften der Mönchsmaler (Minsho, Shiubun, Sesshu Toyo) vom 14. bis 16. Jahrhundert sind noch als Ausdruck des Zen zu sehen. Erst ab Ende des 16. Jahrhunderts wurde die japanische Landschaftsmalerei zu einer selbstständigen Kunstrichtung in betont dekorativem Stil.

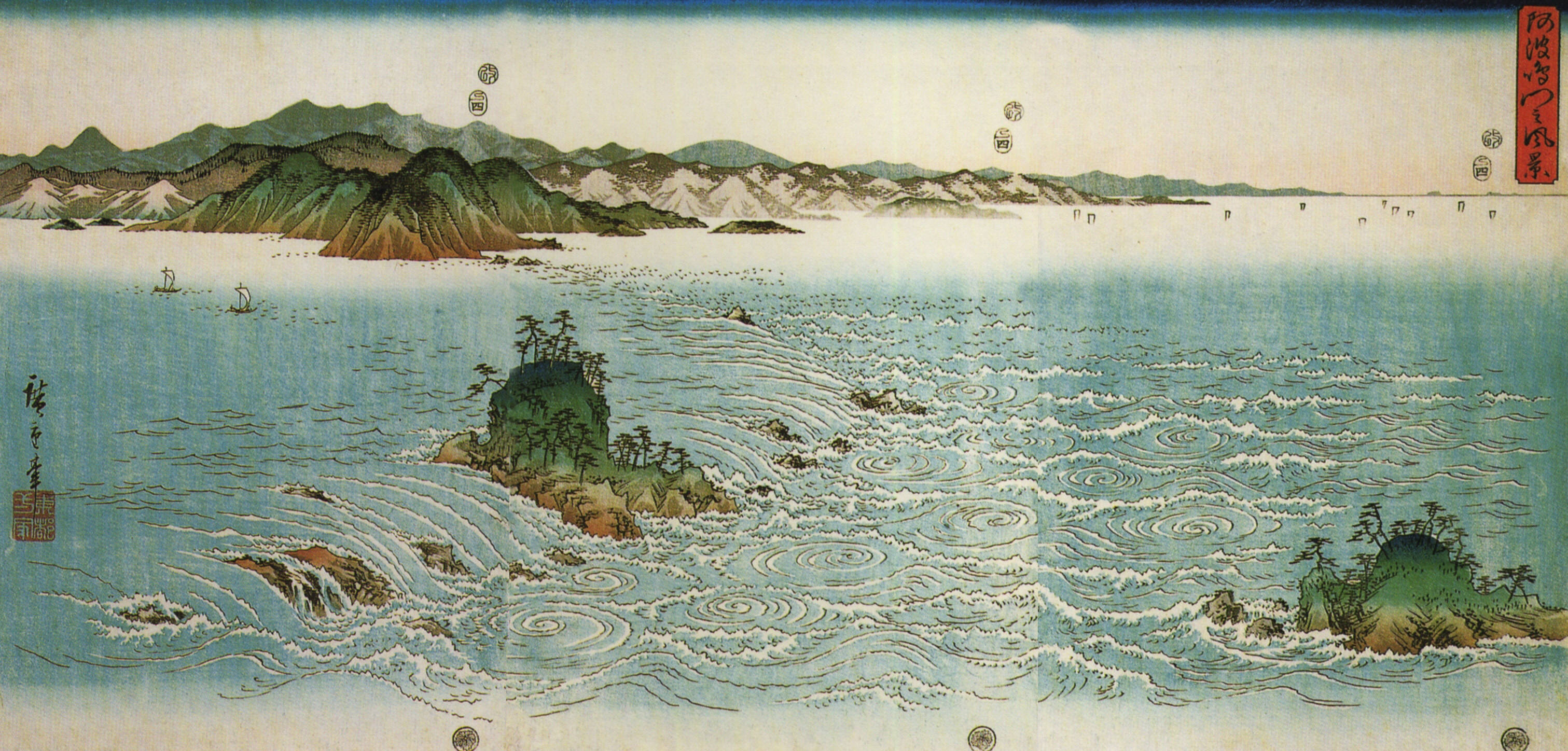
Utagawa Hiroshige

Ein bekannter japanischer Künstler war Utagawa Hiroshige, der am Ende der Edo-Zeit zahlreiche Holzschnitte mit japanischen Landschaften angefertigt hat. Die japanische Sprache kennt unterschiedliche Wörter, die die bildliche Darstellung von Landschaften umschreiben. Zum einen japanisch 風景画 Fūkeiga (Landschaftsmalerei) gegenüber japanisch 花鳥画 Kachōga (Blumen- und Vogelbilder) und japanisch 山水画 Sansui-ga (Landschaftsbild).
Der Begriff Fûkeiga stammt aus der Meiji-Periode am Ende des 18. Jahrhunderts. Zuvor war Sansui-ga (Shan-shui hua) gebräuchlich, ein Begriff, der im 13. Jahrhundert mit dem Zen-Buddhismus aus China eingeführt worden war, aus denen sich der japanische Stil entwickelte. In China stellte Fukei dabei einen besonderen Bezug zu den Bergen und dem Wasser dar. Bereits in der Lun-Yu des Konfuzius aus dem 5. Jahrhundert vor Chr. wird die besondere Rolle von Berg und Fluss beschrieben, die in Ostasien als heilige Orte galten, in denen die Götter wohnen.

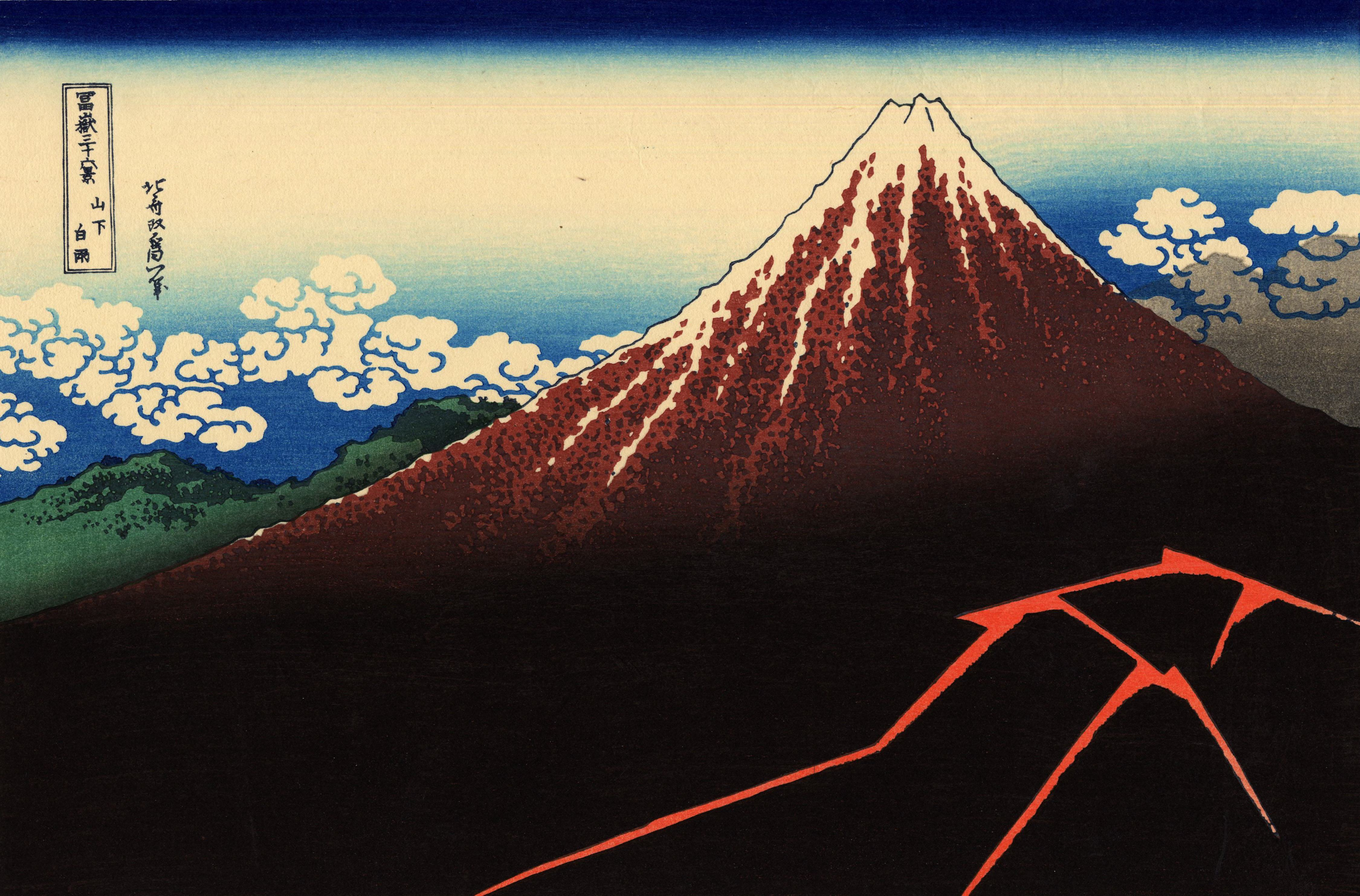
Hokusai: Fuji, Farbholzschnitt, Japan 19. Jh.

Die japanischen Künstler verbanden den Begriff Fûkeiga mit der atmosphärischen und lichtdurchfluteten niederländischen Landschaftsmalerei des 17. Jahrhunderts oder den französischen Impressionisten des 19. Jahrhunderts, während Sansui-ga eher auf die traditionelle japanische Landschaftsmalerei umschreibt, die sich auch im Begriff San-en-ho (Höhen, Tiefen und Weite) widerspiegelt.
Guō Xī beschrieb diese Technik mit den Worten: „Es gibt drei Typen der Komposition, um einen Berg zu malen. Wenn man zur Bergspitze vom Fuss hinaufsieht, heisst es ‘Höhenferne’. Wenn man hinter den Berg vom vorn stehenden Berg hinabsieht, heisst es ‘Tiefenferne’. Wenn man den fernen Berg vom nahen Berg hinüberschaut, heisst es ‘Weitenferne’. ‘Höhenferne’ bietet einen strengen, schroffen Eindruck, ‘Tiefenferne’ einen übereinanderliegenden tiefsinnigen Anblick und ‘Weitenferne’ eine ruhige undeutliche Weitsicht.“

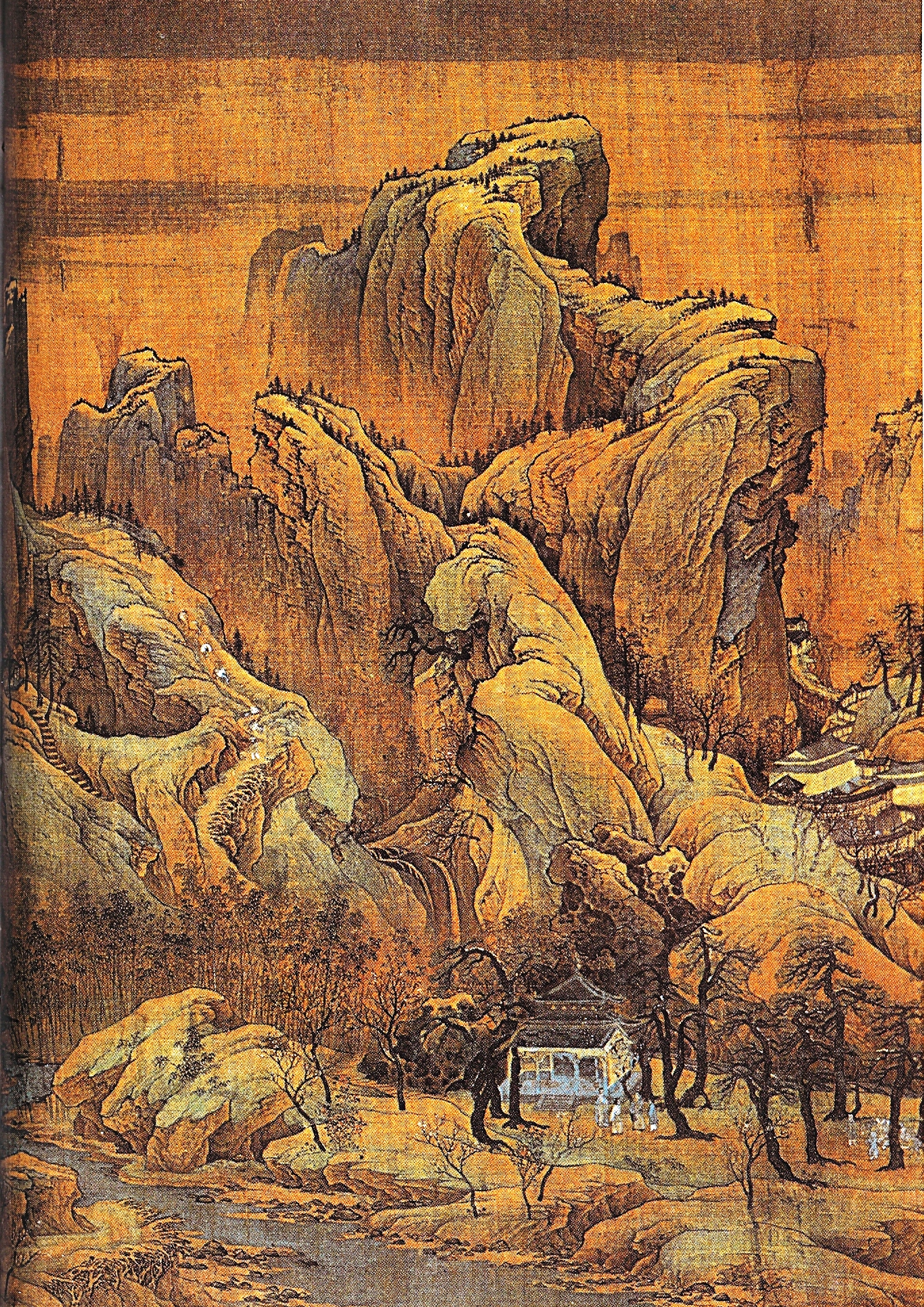
China, 13. Jh.
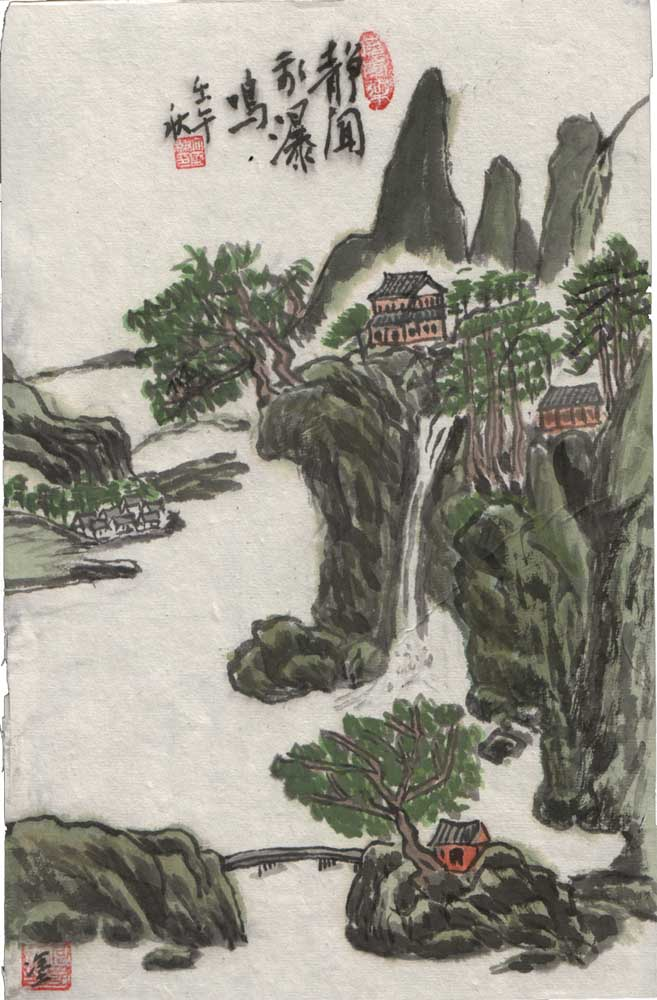
China, Datum unbekannt
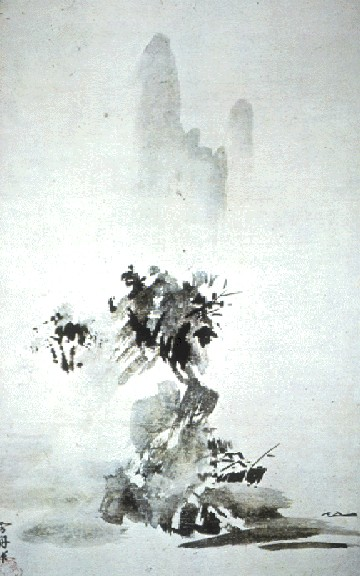
Tuschezeichnung, Sesshu Toyo, Japan 15. Jh.
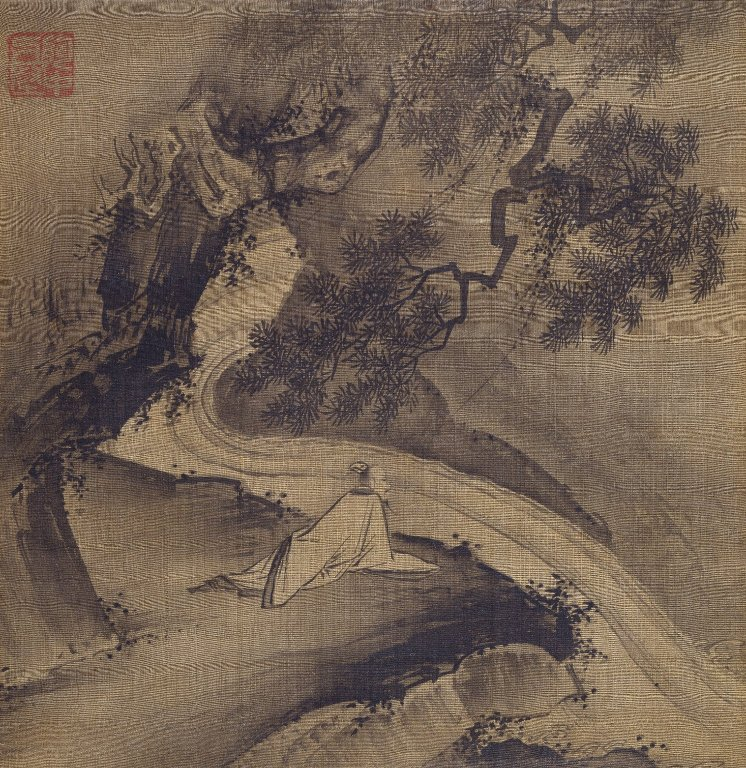
Korea, 16. Jh.

## Digitale Sammlungen
- Meisterwerke der Landschaftsmalerei. Directmedia Publishing, Berlin 2007, KDB Band 21, CD-ROM, ISBN 978-3-89853-321-8

### Gesamtdarstellungen
- Rolf Wedewer: Landschaftsmalerei zwischen Traum und Wirklichkeit. DuMont, Köln 1978, ISBN 3-7701-0354-8.
- Nils Büttner: Geschichte der Landschaftsmalerei. Hirmer, München 2006, ISBN 3-7774-2925-2.
- Landschaft. In: Karlheinz Barck u. a. (Hrsg.): Ästhetische Grundbegriffe. Studien zu einem historischen Wörterbuch. 3. Aufl. Metzler, Stuttgart 2001, ISBN 3-476-01657-9, S. 617–695.
- Silke von Berswordt-Wallrabe, Volker Rattemeyer (Hrsg.): Weltsichten. Landschaft in der Kunst seit dem 17. Jahrhundert. Bochum 2010, ISBN 978-3-941778-01-6.
- Norbert Schneider: Geschichte der Landschaftsmalerei – vom Spätmittelalter bis zur Romantik. 2. Aufl. Wissenschaftliche Buchgesellschaft, Darmstadt 2009, ISBN 978-3-89678-672-2.
- Erich Steingräber: Zweitausend Jahre europäische Landschaftsmalerei. Hirmer, München 1985, ISBN 3-7774-3570-8.
- Wolfgang Klien: Der Siegeszug der Landschaftsmalerei. Eine Entwicklungsgeschichte der Landschaftsmalerei in Europa. Jahn & Ernst, Hamburg 1990.
- Norbert Wolf: Landschaftsmalerei. Taschen, Köln u. a. 2008, ISBN 978-3-8228-5463-1.

### Einzeldarstellungen
- Reiner Bentmann, Heinz Ohff: „Neue Landschaft“. Edition Herzog, Berlin 1971.
- Heinz Spielmann „Die Neue Landschaft“. Monografie zu einem neuen Landschaftsbegriff. Wanderausstellung der B.A.T., Hamburg 1976.
- Svetlana Alpers: Kunst als Beschreibung. Holländische Malerei des 17. Jahrhunderts. Dumont, Köln 1998, ISBN 3-7701-4445-7.
- Oskar Bätschmann: Entfernung der Natur. Landschaftsmalerei 1750–1920. DuMont, Köln 1989, ISBN 3-7701-2193-7.
- Nils Büttner: Die Erfindung der Landschaft. Kosmographie und Landschaftskunst im Zeitalter Bruegels. Vandenhoeck & Ruprecht, Göttingen 2000, ISBN 3-525-47900-X (digi.ub.uni-heidelberg.de).
- Adrian von Buttlar: Der Landschaftsgarten, Gartenkunst des Klassizismus und der Romantik. Dumont, Köln 1989, ISBN 3-7701-2088-4.
- Bastian Eclercy (Hrsg.): Nah und Fern. Landschaftsmalerei von Brueghel bis Corinth. Wienand, Köln 2011, ISBN 978-3-86832-060-2, mit DVD.
- Barbara Eschenburg: Landschaft in der deutschen Malerei – vom späten Mittelalter bis heute. C. H. Beck, München, 1987, ISBN 3-406-32044-9.
- Uta Feldges: Landschaft als topographisches Porträt. Der Wiederbeginn der europäischen Landschaftsmalerei in Siena. Benteli, Bern 1980, ISBN 3-7165-0338-X.
- Günter Hartmann: Die Ruine im Landschaftsgarten: Ihre Bedeutung für den frühen Historismus und die Landschaftsmalerei der Romantik (= Grüne Reihe. Bd. 3). Wernersche Verlagsgesellschaft, Worms 1981, ISBN 978-3-88462-007-6.
- Tanja Michalsky: Projektion und Imagination. Die niederländische Landschaft der Frühen Neuzeit im Diskurs von Geographie und Malerei. Fink, München 2011, ISBN 978-3-7705-5043-2.
- Götz Pochat: Figur und Landschaft. Eine historische Interpretation der Landschaftsmalerei von der Antike bis zur Renaissance. De Gruyter, Berlin 1973, ISBN 3-11-004104-9.
- Max Sauerlandt: Der stille Garten. Deutsche Maler der ersten Hälfte des 19. Jahrhunderts. Langewiesche, Düsseldorf 1908 (online – Internet Archive).
- Martin Warnke: Politische Landschaft. Zur Kunstgeschichte der Natur. Hanser, München 1992, ISBN 3-446-17216-5.